# Liste des églises d'Avignon
 (juin 2020).
La mise en forme du texte ne suit pas les recommandations de Wikipédia : il faut le « wikifier ».
Les points d'amélioration suivants sont les cas les plus fréquents. Le détail des points à revoir est peut-être précisé sur la page de discussion.
- Les titres sont pré-formatés par le logiciel. Ils ne sont ni en capitales, ni en gras.
- Le texte ne doit pas être écrit en capitales (les noms de famille non plus), ni en gras, ni en italique, ni en « petit »…
- Le gras n'est utilisé que pour surligner le titre de l'article dans l'introduction, une seule fois.
- L'italique est rarement utilisé : mots en langue étrangère, titres d'œuvres, noms de bateaux, etc.
- Les citations ne sont pas en italique mais en corps de texte normal. Elles sont entourées par des guillemets français : « et ».
- Les listes à puces sont à éviter, des paragraphes rédigés étant largement préférés. Les tableaux sont à réserver à la présentation de données structurées (résultats, etc.).
- Les appels de note de bas de page (petits chiffres en exposant, introduits par l'outil «  Source ») sont à placer entre la fin de phrase et le point final[comme ça].
- Les liens internes (vers d'autres articles de Wikipédia) sont à choisir avec parcimonie. Créez des liens vers des articles approfondissant le sujet. Les termes génériques sans rapport avec le sujet sont à éviter, ainsi que les répétitions de liens vers un même terme.
- Les liens externes sont à placer uniquement dans une section « Liens externes », à la fin de l'article. Ces liens sont à choisir avec parcimonie suivant les règles définies. Si un lien sert de source à l'article, son insertion dans le texte est à faire par les notes de bas de page.
- La présentation des références doit suivre les conventions bibliographiques. Il est recommandé d'utiliser les modèles {{Ouvrage}}, {{Chapitre}}, {{Article}}, {{Lien web}} et/ou {{Bibliographie}}. Le mode d'édition visuel peut mettre en forme automatiquement les références.
- Insérer une infobox (cadre d'informations à droite) n'est pas obligatoire pour parachever la mise en page.

Pour une aide détaillée, merci de consulter Aide:Wikification.
Si vous pensez que ces points ont été résolus, vous pouvez retirer ce bandeau et améliorer la mise en forme d'un autre article.
 (décembre 2016).
Si vous disposez d'ouvrages ou d'articles de référence ou si vous connaissez des sites web de qualité traitant du thème abordé ici, merci de compléter l'article en donnant les références utiles à sa vérifiabilité et en les liant à la section « Notes et références ».
La ville d'Avignon a compté et compte encore de nombreuses églises, principalement en raison de son histoire, qui l'a vue devenir au XIVe siècle la capitale de la chrétienté, avec l'installation des papes à l'intérieur de ses murs. Après le départ des papes, les temps incertains des XVe et XVIe siècles laissent place à un déploiement d'une piété baroque dans la ville, avec la construction de nombreuses églises, chapelles et la fondation de très nombreux couvents, lui faisant mériter le nom qui lui est parfois donné, « Altera Roma ».
Beaucoup d'églises présentes originellement dans ses murs ont été détruites ou désaffectées lors de la Révolution. 

## Liste des églises actuelles d'Avignon
| Nom saint titulaire                                                         | Affectation | Site                                           | Fondation fondateur              | Construction donateur, architecte                     | Photo |
| --------------------------------------------------------------------------- | --- | ---------------------------------------------- | -------------------------------- | ----------------------------------------------------- | ----- |
| Cathédrale Notre-Dame des Doms et de Tout-Pouvoir                           | Cathédrale | Place du Palais                                | IVe siècle ?                     | XIIe siècle (dédicace en 1111)                        |       |
| Basilique Saint-Pierre                                                      | église paroissiale Collégiale de 1358 à 1790 (fondée par le cardinal Pierre des Prés) Basilique mineure depuis 2009.                     | Place Saint-Pierre                             | vers 433 Debo (évêque)           | 1358-1486                                             |       |
| Collégiale Saint-Agricol                                                    | église paroissiale Collégiale de 1321 à 1790 (fondée par Jean XXII)                                                                      | Rue Saint-Agricol                              | vers 700 Saint Agricol           | 1318-1320 Jean XXII agrandissements au XVe siècle     |       |
| Collégiale Saint-Didier                                                     | église paroissiale Collégiale depuis 1356 (fondée par le cardinal Bertrand de Déaux)                                                     | Place Saint-Didier                             | VIIe siècle ? Saint Agricol      | 1356-1359 Cardinal Bertrand de Déaux                  |       |
| église du Sacré-Coeur dite des Rotondes                                     | église paroissiale | rue du 11 Novembre (Extra Muros)               | 1920                             | 1952-1956                                             |       |
| église Notre-Dame de Lourdes                                                | église paroissiale | boulevard Notre-Dame de France (Extra Muros)   |                                  |                                                       |       |
| église Notre-Dame de Bon-Repos (Montfavet)                                  | Chanoines de Saint-Ruf (1358-1443) Oeuvre du Pont (1443-1613) Récollets (1613-1759) Capucins (1759-1970) église paroissiale depuis 1820. | Place de l'église, Montfavet                   | 1358 card. Bertrand de Montfavet | 1358                                                  |       |
| église Saint-Jean                                                           | église paroissiale | rue Guillaume de Machault (Extra Muros)        |                                  |                                                       |       |
| église Saint-Jean XXIII                                                     | église paroissiale | rue François Ier (Extra Muros)                 |                                  |                                                       |       |
| église Saint-Joseph (Barthelasse)                                           | église paroissiale | Île de la Barthelasse, chemin des Poiriers     | 1874                             | fin XIXe siècle                                       |       |
| église Saint-Joseph Travailleur                                             | église paroissiale | avenue Étienne Martelange (Extra Muros)        | 1958 (érection de la paroisse)   | 1967-1969 Guillaume Gillet                            |       |
| église Saint-Ruf                                                            | église paroissiale | Boulevard Gambetta (Extra Muros)               |                                  | 1912                                                  |       |
| église Saint-Symphorien-les-Carmes                                          | Grands-Carmes (1267-1790) église paroissiale depuis 1795.                                                                                | Place des Carmes                               | 1267                             | 1319-1520 Jean XXII Nef reconstruite au XVIIIe siècle |       |
| Chapelle de l'Oratoire                                                      | Oratoriens (1646-1790) | Rue Joseph Vernet                              | 1646 Abbé d'Albi                 | 1713-1741 Jean Léonnard                               |       |
| Chapelle des Franciscaines, Sœurs de Saint-François d'Assise.               | Franciscaines tertiaires | Rue du Portail Magnanen                        |                                  | 1857                                                  |       |
| Chapelle des Franciscains                                                   | Carmélites (1613-1790) Franciscains récollets (depuis le XIXe siècle)                                                                    | Rue d'Annanelle                                | 1613 Claire de Pérussis          | 1852                                                  |       |
| Chapelle du Lycée Saint-Joseph Saint François-Xavier                        | Jésuites (Lycée Saint-Joseph) | Rue des Lices                                  | 1849                             | 1866                                                  |       |
| Chapelle des Pénitents-Gris Exaltation de la Croix                          | Confrérie des Pénitents Gris d'Avignon                                                                                                   | Rue des Teinturiers                            | 1226 Louis VIII de France        | XIVe – XVIIIe siècle                                  |       |
| Chapelle des Pénitents noirs                                                | Hôpital Notre-Dame-de-Fenouillet (1270-1586) Pénitents Noirs (1586- années 1950) Fraternité Saint-Pie-X                                  | Rue de la Banasterie                           | 1270                             | 1728-1738 Thomas Lainée                               |       |
| Chapelle Notre-Dame de Conversion                                           | Congrégation des Hommes (1734-1790 puisXIXe siècle) Mission italienne (années 1950)                                                      | Rue Paul Saïn                                  | 1734 p. Brydayne, jésuite        | 1749-1757                                             |       |
| chapelle Notre-Dame de la Paix                                              | chapelle | rue Melinee et Missak Manouchian (Extra Muros) |                                  |                                                       |       |
| Chapelle Saint-Henri                                                        | | avenue de Tarascon (Extra Muros)               |                                  | années 1950                                           |       |
| Chapelle Saint-Jean-Baptiste-de-La-Salle                                    | Frères des écoles chrétiennes | Rue Notre-Dame-des-Sept-Douleurs               | XIXe siècle                      | 1897                                                  |       |
| Chapelle Saint-Louis                                                        | Noviciat des jésuites (1589-1769) Dominicaines (1769-1790)                                                                               | Rue du portail Boquier                         | 1589 Louise d'Ancezune           | 1601-1615 Etienne Martellange                         |       |
| Chapelle de l'institut Champfleury                                          | avenue de Tarascon |                                                |                                  |                                                       |       |
| Chapelle de l'Archevêché                                                    | rue Paul Manivet |                                                |                                  |                                                       |       |
| Chapelle du Carmel                                                          | rue de l'Observance |                                                |                                  |                                                       |       |
| Chapelle clémentine, dite Grande Chapelle (partie sud du Palais des Papes). | place de l'Amirande |                                                |                                  |                                                       |       |
| Chapelle du centre psychothérapeutique de Montfavet                         | avenue de Pinède |                                                |                                  |                                                       |       |
| Chapelle du monastère Sainte-Claire                                         | chemin de la Verdière |                                                |                                  |                                                       |       |
| Chapelle Sainte-Marthe                                                      | Religieuses hospitalières de Saint-Joseph (1671-XIXe siècle)                                                                             | Université, rue Saint-Bernard.                 | 1671                             | 1755 Jean-Baptiste Franque                            |       |

## Liste des anciennes églises d'Avignon
Ces églises ont été détruites ou désaffectées du culte catholique. 
| Nom saint titulaire                                            | Site                                   | Fondation fondateur                       | Construction donateur, architecte              | Affectataires successifs | Désaffectation utilisation actuelle                                                | Divers                                                            |
| -------------------------------------------------------------- | -------------------------------------- | ----------------------------------------- | ---------------------------------------------- | --- | ---------------------------------------------------------------------------------- | ----------------------------------------------------------------- |
| Collégiale Notre-Dame-la-Principale                            | Place de la Principale                 | vers 930 Louis l'Aveugle, roi de Provence | début du XVe siècle                            | Eglise paroissiale depuis le Xe siècle jusqu'en 1790. Collégiale de 1584 à 1790, fondée par le card. Georges d'Armagnac Chapelle des Pénitents blancs au XIXe siècle | Désaffectée. Actuellement un théâtre.                                              |                                                                   |
| Collégiale de la Madeleine                                     | Rue Saint-Etienne                      | XIIe siècle                               | 1319 Jean XXII                                 | Eglise paroissiale depuis 1316. Collégiale depuis 1665. | Désaffectée au XVIIIe siècle pour vétusté. Démolie                                 |                                                                   |
| Collégiale Saint-Geniès                                        | Rues du Vieux-Sextier et Bonneterie    | XIVe siècle                               | XIVe siècle et 1737 Jean-Baptiste Franque      | Hôpital Saint-Geniès. Eglise paroissiale depuis 1452. Collégiale depuis 1525.                                                                                        | Désaffectée surface commerciale                                                    |                                                                   |
| Collégiale Saint-Symphorien                                    | Rue Banasterie                         | ?                                         | 1590-1602                                      | Collégiale depuis 1591. | Démolie                                                                            |                                                                   |
| Abbaye Saint-Ruf                                               | boulevard Roux Renard                  | 1038                                      | XIIe siècle                                    | Augustins de Saint-Ruf (ou Ruffiens) | Désaffecté en 1774. L'église est en ruine                                          |                                                                   |
| Abbaye Saint-Laurent                                           | Place de l'Horloge                     | 918 Amelius, comte d'Avignon              |                                                | Bénédictines | Démolie à la Révolution; emplacement de l'Opéra                                    |                                                                   |
| église Notre-Dame de l'Observance                              | Rue de l'Observance                    | 1469 Louis Doria                          | 1599                                           | Observantins (1469-1602) Récollets (1602-1790) | Démolie Le Carmel actuel fut bâti à son emplacement                                |                                                                   |
| Chapelle Notre-Dame-des-Miracles                               | Rue Velouterie                         | 1320 Jean XXII                            | 1320                                           | Oeuvre des Repenties (1573-1575) Minimes (1575-1790) | Désaffectée Propriété privée.                                                      |                                                                   |
| église Saint-Dominique                                         | Rue d'Annanelle                        | 1220 Saint Dominique                      | 1345-1347                                      | Dominicains | Démolie au XIXe siècle                                                             |                                                                   |
| église Saint-François                                          | Rue des Lices, rue des Teinturiers     | 1226                                      | 1350 Card. Napoléon Orsini                     | Franciscains | En partie démolie, il en reste le clocher et deux chapelles latérales              |                                                                   |
| église Saint-Martial                                           | Rue Jean Henri Fabre                   | 1363 cardinal Pierre de Cros              | 1363-1388                                      | Bénédictins clunisiens | Temple protestant depuis le XIXe siècle                                            |                                                                   |
| église Sainte-Claire                                           | Rue du Roi René                        | 1239                                      | 1316                                           | Clarisses | En partie démolie Jardin public et théâtre des Halles.                             |                                                                   |
| église des Augustins                                           | Rue Carreterie                         | 1261                                      | 1345 Jean Laugier                              | Grands-Augustins | Démolie à la Révolution, il en reste le clocher.                                   |                                                                   |
| église des Célestins                                           | Place des Corps Saints                 | 1393 Clément VII et Charles V de France   | 1395-1455 Perrin Morel                         | Célestins | Désaffectée.                                                                       |                                                                   |
| église des Dominicaines                                        | chemin de Saint-Ange                   | 1348 card. Gomez de Barosso               | XIVe siècle                                    | Dominicaines | Désaffectée en 1409, il n'en reste que la tour d'Espagne                           |                                                                   |
| Chapelle de l'Immaculée Conception                             | rue Paul Saïn                          | 1804 Abbé d'Hugues, curé de Piolenc.      | XIXe siècle                                    | Religieuses de l'Immaculée Conception | Désaffectée.                                                                       |                                                                   |
| Chapelle Notre-Dame (de Fours)                                 | rue du Collège d'Annecy                | 1365                                      | 1365                                           | Bénédictines (1365-1446) Collège Saint-Nicolas d'Annecy (1446-1790) Lazaristes (XVIIe siècle-1790)                                                                   | Désaffectée Théâtre                                                                |                                                                   |
| Chapelle Notre-Dame (des Ortolans)                             | Rue des Ortolans                       | 1637 Mme de Luynes                        | 1680                                           | Bénédictines de Notre-Dame (1637-1775) Oeuvre des Orphelines (1775-1790) Frères des écoles chrétiennes (XIXe siècle)                                                 | Désaffectée                                                                        |                                                                   |
| Chapelle Notre-Dame d'Espérance                                | Rue des Fourbisseurs                   |                                           | 1373                                           | Chapelle commémorative d'un miracle | Démolie.                                                                           |                                                                   |
| Chapelle Notre-Dame-de-Bon-Aventure                            | Hors de la Porte Saint-Lazare          |                                           |                                                | | Démolie.                                                                           |                                                                   |
| chapelle Notre-Dame-de-Consolation (Augustins Réformés)        | Rue Guillaume Puy                      | 1610                                      |                                                | Augustins Réformés (1610-1751) Noviciat des Frères des écoles chrétiennes (XIXe siècle)                                                                              | Démolie                                                                            |                                                                   |
| Chapelle Notre-Dame-de-Consolation (Pénitents Rouges)          | Rue Carreterie                         | XVIIe siècle                              | 1736 Thomas Lainée                             | Pénitents Rouges | Démolie.                                                                           |                                                                   |
| Chapelle Notre-Dame-de-Consolation (chapelle publique)         | Rue Oriflamme                          |                                           |                                                | | Démolie.                                                                           |                                                                   |
| Chapelle Notre-Dame-de-la-Garde                                | Rue Lamproie                           |                                           |                                                | Oeuvre des Repenties (1616-1790) |                                                                                    |                                                                   |
| Chapelle Notre-Dame-de-la-Miséricorde                          | Rue des Lices                          | 1643 P. Jean Yvan                         |                                                | Augustines de Notre-Dame de la Miséricorde | Démolie.                                                                           |                                                                   |
| Chapelle Notre-Dame-de-la-Victoire                             | Rue Horace Vernet                      | 1634 Mme de Ransain                       |                                                | Augustines de Notre-Dame du Refuge (1634-1790) Religieuses de Saint-Thomas-de-Villeneuve (1826-?)                                                                    |                                                                                    |                                                                   |
| Chapelle Notre-Dame-de-Pitié                                   | Rue des Infirmières                    | 1547 ou 1556 card. de Lorraine            |                                                | Pénitents Bleus | Démolie.                                                                           |                                                                   |
| Chapelle Notre-Dame-des-Anges                                  | Chemin Saint-Ange, Montfavet           |                                           |                                                | | Démolie, remplacée par l'Institut Saint-Ange.                                      |                                                                   |
| Chapelle Notre-Dame-des-sept-Douleurs                          | Rue Notre-Dame-des-Sept-Douleurs       |                                           | 1639                                           | Observantins (1674-1790) | Démolie.                                                                           |                                                                   |
| Chapelle Notre-Dame-du-Portail-Peint                           | Rue des Lices, rue des Teinturiers     |                                           | 1348                                           | Chapelle publique | Démolie.                                                                           |                                                                   |
| Chapelle Notre-Dame-du-Salut                                   | Rue des Lices, rue du Portail Magnanen |                                           | 1348                                           | Chapelle publique | Démolie.                                                                           |                                                                   |
| Chapelle Notre-Dame-la-Belle                                   | Rue Pasteur                            |                                           | XIVe siècle                                    | Chapelle publique | Démolie au XVIe siècle                                                             |                                                                   |
| Chapelle Notre-Dame-la-Major                                   | Rue du rempart Saint-Lazare            |                                           |                                                | Congrégation des Agriculteurs | Démolie.                                                                           |                                                                   |
| Chapelle Saint-André                                           | Rue d'Annanelle                        | 1617                                      |                                                | Bénédictins de Villeneuve | Démolie                                                                            |                                                                   |
| Chapelle Saint-Antoine                                         | Rue Figuière                           | XIIe siècle                               | 1290                                           | Hôpital des Antonins (1219-1777) | Désaffectée cinéma Utopia                                                          |                                                                   |
| Chapelle Saint-Bénezet                                         | Pont Saint-Bénezet                     |                                           | 1177                                           | Chapelle publique | Désaffectée au XVIIe siècle                                                        |                                                                   |
| Chapelle Saint-Chamas                                          | Fontcouverte (Extra Muros)             |                                           |                                                | | Démolie.                                                                           | Lieu présumé du martyre de saint Amant, évêque d'Avignon, en 473. |
| Chapelle Saint-Charles                                         | Rue Grande Fusterie                    |                                           | XIXe siècle                                    | Religieuses de Saint-Charles Lycée Vincent de Paul | Démolie.                                                                           |                                                                   |
| Chapelle Saint-Charles-de-la-Croix                             | Rue Saint-Charles                      | 1705                                      | 1710-1735                                      | Séminaire Sulpicien (1705-1790) Grand Séminaire (XIXe siècle-1905)                                                                                                   | Désaffectée.                                                                       |                                                                   |
| Chapelle Saint-Eutrope                                         | place des Études                       | XIIIe siècle                              | XVIIe siècle                                   | Bénédictins de Montmajour (Collège de Dijon) (1471-1670) Religieuses de Saint-Eutrope (1670-1790)                                                                    | Démolie. Il en reste la façade.                                                    |                                                                   |
| Chapelle Saint-Gabriel                                         | Chemin des Cris Verts                  |                                           | XIXe siècle                                    | | Désaffectée, sert au culte pour certaines occasions.                               |                                                                   |
| Chapelle Saint-Georges                                         | Rue Saint-Michel                       | 1298                                      | 1578 cardinal Georges d'Armagnac               | Hôpital des Lombards (1298-1575) Œuvre des Orphelines (1575-1775) Visitandines (1775-1790)                                                                           |                                                                                    |                                                                   |
| Chapelle Saint-Jean-Baptiste                                   | Rocher des Doms                        |                                           | XIe siècle                                     | Chapelle publique | Démolie.                                                                           |                                                                   |
| Chapelle Saint-Jean-le-Vieux                                   | Place Saint-Jean-le-Vieux              | 1233                                      | XIVe siècle                                    | Commanderie de l'Ordre de Saint-Jean (1233-1370) Livrée cardinalice de Florence (1370-1378) Doctrinaires (1598-1790)                                                 | Démolie                                                                            |                                                                   |
| Chapelle Saint-Joseph                                          | Place Saint-Joseph                     |                                           |                                                | Hôpital Notre-Dame de Nazareth Carmes Déchaux (1608-1790) Religieuses du Sacré-Coeur (1826-1903)                                                                     | Actuellement lycée Aubanel                                                         |                                                                   |
| Chapelle Saint-Lazare                                          | Près de la porte Saint-Lazare          | Xe siècle ?                               |                                                | Hôpital des Ladres (XIIIe – XVe siècle) |                                                                                    |                                                                   |
| Chapelle Saint-Martin                                          | Rocher des Doms                        |                                           | XIe siècle                                     | Chapelle publique | Saute avec le fort du Rocher en 1650.                                              |                                                                   |
| Chapelle Saint-Michel                                          | Place des Corps-Saints                 |                                           | XIVe siècle                                    | Chapelle du cimetière des "pauvres suivant la cour romaine" |                                                                                    |                                                                   |
| Chapelle Saint-Nicolas                                         | Pont Saint-Bénezet                     |                                           | XIVe siècle                                    | Congrégation des Mariniers | Désaffectée au XVIIe siècle                                                        |                                                                   |
| Chapelle Saint-Nicolas des Mariniers                           | Au pied du Pont                        |                                           | 1715                                           | Congrégation des Mariniers (1715-1790) | Démolie par la crue de 1856.                                                       |                                                                   |
| Chapelle Saint-Paul                                            | Proche de la Rocade                    |                                           |                                                | Chapelle publique | Démolie.                                                                           |                                                                   |
| Chapelle Saint-Sixte                                           | Extra-Muros                            | 1853 Sixte Isnard                         |                                                | Hospice Isnard (Religieuses de Saint-Charles) | Démolie.                                                                           |                                                                   |
| Chapelle Saint-Théodoric                                       | Hôtel de Ville                         |                                           | IXe siècle                                     | Chapelle de l'Hôtel-de-Ville | Démolie au XIXe siècle                                                             |                                                                   |
| Chapelle Saint-Véran                                           | route de Morières(Extra Muros)         | 1140 Guigues, comte de Provence           | 1343                                           | Bénédictines | Désaffectée en 1536.                                                               |                                                                   |
| Chapelle Sainte-Anne (ou Notre-Dame-du-Château)                | Rocher des Doms                        |                                           | vers 1050                                      | Chapelle | Démolie en 1793.                                                                   |                                                                   |
| Chapelle Sainte-Catherine                                      | Rue Sainte-Catherine                   | 1354                                      | 1354-1402                                      | Cisterciennes (transférées depuis le Mont-de-Vergues) | Désaffectée théâtre du Chêne Noir                                                  |                                                                   |
| Chapelle Sainte-Croix                                          | Rue Saluces                            | Xe siècle ?                               | 1732                                           | Congrégation Notre-Dame de Lorette (1577-1790) Mont de Piété (depuis 1610)                                                                                           | Désaffectée.                                                                       |                                                                   |
| Chapelle Sainte-Perpétue                                       | Rue Sainte-Perpétue                    |                                           | 1206                                           | Ermitage de cisterciennes | Démolie au XVIIIe siècle                                                           |                                                                   |
| chapelle Sainte-Praxède                                        | Rue Félix Gras                         | 1409                                      | 1425-1427 Nicolas Roux                         | Dominicaines (1409-1593; puis 1598-1790) Doctrinaires (1593-1598) | En partie démolie                                                                  |                                                                   |
| Chapelle de l'Aumône générale                                  | Rue des Lices                          | 1541 Paul III                             |                                                | Aumône Générale | Démolie.                                                                           |                                                                   |
| Chapelle de la Congrégation des femmes                         | Rue Banasterie                         |                                           | 1735                                           | Congrégation des femmes | Démolie.                                                                           |                                                                   |
| Chapelle de la Pignotte                                        | Place de la Pignotte                   | 1347 Clément VI                           |                                                | Aumônerie de la Pignotte (1347-1450) | Démolie en 1760.                                                                   |                                                                   |
| Chapelle de la Visitation                                      | Rue Paul Saïn                          | 1623 Mario Filonardi, légat d'Avignon     | 1631 François de Royers de la Valfrenière      | Visitandines (1623-1790) Dominicaines du Saint-Sacrement (1807- date inconnue)                                                                                       | Désaffectée Propriété privée                                                       |                                                                   |
| Chapelle Sainte-Garde Immaculée Conception                     | rue Saint-Jean le Vieux                | 1639 Marie-Victoire de Dole               | 1785                                           | Couvent des Annonciades Célestes (1639-1723) Séminaire des prêtres de Sainte-Garde (1723-1790)                                                                       | Désaffectée. Conservatoire d'Avignon                                               |                                                                   |
| Chapelle des Augustines                                        | Rue de la République                   | 1632 Jeanne de Jésus de Rampalle          |                                                | Augustines (1632-1768) Bénédictines de Notre-Dame (1768-1790) Jésuites (1824-1850)                                                                                   | Démolie lors du percement de la rue de la République                               |                                                                   |
| Chapelle des Capucins                                          | Rue d'Annanelle                        | 1476 Pierre de Saint-Sixte                | 1546                                           | Capucins (1476-1790) Visitandines (XIXe siècle) | Démolie. Emplacement du lycée Mistral.                                             |                                                                   |
| Chapelle des Dominicaines                                      | Rue d'Annanelle                        | 1730                                      |                                                | Dominicaines | Démolie                                                                            |                                                                   |
| Chapelle des Fustiers                                          | église Saint-Agricol                   |                                           | 1391                                           | Congrégation des Fustiers | Intégrée à l'église Saint-Agricol en 1485.                                         |                                                                   |
| Chapelle des Pénitents Blancs                                  | Rue Saint-Thomas-d'Aquin               | 1527 Ménard de Fogasse                    | XVIe siècle                                    | Pénitents Blancs | Désaffectée. Propriété privée.                                                     |                                                                   |
| Chapelle des Pénitents noirs florentins Nativité de saint Jean | Rue Pasteur                            | 1488 M. Ricasoli                          |                                                | Pénitents noirs "Florentins" | Démolie.                                                                           |                                                                   |
| Chapelle des Pénitents Violets                                 | Rue du Grand Paradis                   | 1662                                      | 1760-1765 Jean-Baptiste Franque                | Pénitents Violets | En partie démolie. Propriété privée.                                               |                                                                   |
| Chapelle des Picpus                                            | Rue de Picpus                          | 1639 Antoine de Véras                     | 1641                                           | Tertiaires franciscains ("Picpus") | Démolie                                                                            |                                                                   |
| Chapelle des Templiers                                         | Rue Saint-Agricol                      | 1256                                      | 1305                                           | Commanderie des Templiers (1256-1310) Livrée de Bragosse (1310-1379) Commanderie de l'ordre de Saint-Jean de Jérusalem (1379-1790)                                   | Désaffectée. Théâtre du Petit-Louvre                                               |                                                                   |
| Chapelle des Trinitaires                                       | Actuelle Université                    | 1353 Bernard de Rascas                    |                                                | Trinitaires | Désaffectée.                                                                       |                                                                   |
| Chapelle des Ursulines Royales                                 | Rue Grivolas                           | 1623                                      | 1631-1638 François de Royers de la Valfrenière | Ursulines | Désaffectée. Actuellement occupée par l'école d'Avignon.                           |                                                                   |
| Chapelle du Collège Immaculée Conception                       | Rue de la République                   | 1565 Cardinal Alexandre Farnèse           | 1655 François de Royers de la Valfrenière      | Collège jésuite (1565-1769) Bénédictins de Saint-Martial (1769-1782) Doctrinaires (1782-1790)                                                                        | Désaffectée en 1790, puis réaffectée de 1857 à 1933. Actuellement Musée Lapidaire. |                                                                   |
| Chapelle du collège de Sénanque                                | Rue Petite Fusterie                    | 1491                                      | XVe – XVIe siècles                             | Cisterciens de Sénanque (collège universitaire) | Désaffectée Magasin d'Antiquités                                                   |                                                                   |
| Chapelle du noviciat capucin                                   | Rue des Teinturiers                    | 1662                                      | 1669                                           | Noviciat capucin | Démolie vers 1865.                                                                 |                                                                   |
| Chapelle du Ruffian Saint-Michel                               | Hors de la porte Saint-Lazare          | mentionnée au VIIIe siècle                |                                                | | Démolie au début du XVIIe siècle                                                   |                                                                   |
| Chapelle du Verbe Incarné                                      | Rue des Lices                          | 1639 Jeanne Chézard de Matel              | 1728 Jean-Baptiste Franque                     | Religieuses du Verbe Incarné | Désaffectée. Théâtre du Verbe Incarné.                                             |                                                                   |

## Les paroisses de la ville

### Les sept paroisses d'origine
La ville fut divisée, du Moyen Âge jusqu'à la Révolution, en sept paroisses, toutes situées intra muros :
- Notre-Dame de la Principale
- Saint-Agricol
- Saint-Didier
- Saint-Etienne, de laquelle dépendait la cathédrale
- Saint-Geniès, détachée de Saint-Pierre
- Saint-Pierre
- Saint-Symphorien

### Les secteurs paroissiaux actuels
À la Révolution française, seules quatre paroisses sont conservées dans la ville. Au début du XXe siècle, des faubourgs se développent extra-muros, et il devient nécessaire de créer des paroisses pour ces nouveaux quartiers. La première de celles-ci, Saint-Ruf, est fondée en 1912. Pour Montfavet, une paroisse avait été érigée dans l'église Notre-Dame de Bon-Repos en 1823.
- Secteur inter-paroissial de Saint-Agricol (Intra-Muros ouest et île de la Barthelasse)
  - Paroisse Saint-Agricol (dont le territoire comprend la Cathédrale, la chapelle Saint-Louis et la chapelle de l'Oratoire)
  - Paroisse Saint-Joseph de la Barthelasse
- Secteur inter-paroissial de Saint-Symphorien (Intra-Muros est):
  - Paroisse Saint-Didier (dont le territoire comprend la chapelle des Pénitents Gris)
  - Paroisse Saint-Pierre (dont le territoire comprend la chapelle Sainte-Marthe de l'université)
  - Paroisse Saint-Symphorien (église des Carmes)
- Secteur inter-paroissial Saint-Ruf-Saint-Joseph (Extra-Muros sud-ouest)
  - Paroisse Saint-Ruf.
  - Paroisse Saint-Joseph-Travailleur (encore érigée canoniquement, mais qui n'a pas de lieu de rassemblement à cause de la vétusté de l'église paroissiale)
- Paroisse du Sacré-Cœur (Extra-Muros sud-est)
- Paroisse Saint-Paul (église Saint-Jean XXIII) (Rocade sud)
- Secteur inter-paroissial Notre-Dame de Lourdes (extra-muros est)
  - Paroisse Notre-Dame de Lourdes
  - Paroisse Saint-Jean (dont l'église est désaffectée), dont le territoire comprend la chapelle Notre-Dame de la Paix
- Paroisse de Montfavet (église Notre-Dame de Bon-Repos)

## Les églises paroissiales et collégiales

### Collégiale de la Madeleine

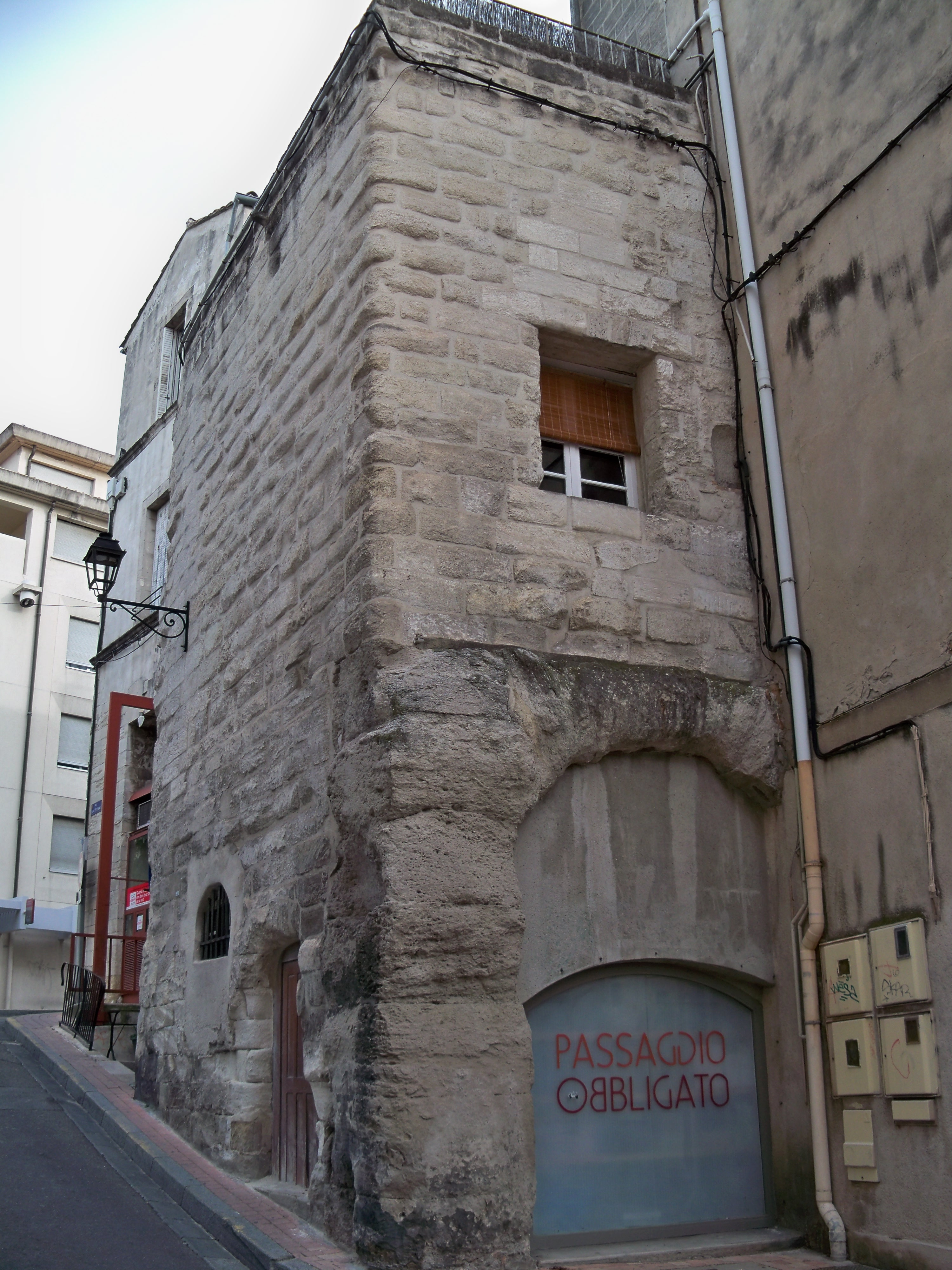
La base du clocher de l'ancienne Madeleine, rue Saint-Étienne

Cette église était une ancienne dépendance de l'abbaye Saint-André de Villeneuve-lès-Avignon. La paroisse Saint-Etienne, dont l'église était située à la place de la chapelle bénédictine du Palais, fut transférée dans cette église en 1316. Le pape Jean XXII la restaura en 1319. Un chapitre fut fondé en 1665. 
Au milieu du XVIIIe siècle, cette église fut désaffectée à cause de son état de ruine. Les services paroissiaux furent alors transférés dans l'ancienne chapelle de l'Hôpital du Pont. Il ne reste plus rien de cette église, sinon la base de son clocher, qui avait été construit au-dessus des arcs romains des fusteries.

### Collégiale Saint-Geniès
Cette église a été reconstruite au XIVe siècle pour le service de l'hôpital Saint-Geniès attenant. Elle fut mise au goût du jour (notamment les façades) en 1737 par Jean-Baptiste Franque. Le roi déchu d'Angleterre, Jacques III Stuart, fit ériger une chapelle Saint-Jacques en 1727.Gérard Valin a décrit dans son livre "Les Jacobites, la papauté et la Provence", L'Harmattan, 2020, Paris, le passage de la cour jacobite en Avignon en 1706, puis le cour séjour de Jacques III en 1727.
Elle a été érigée en paroisse en 1452. Un chapitre a été fondé dans cette église en 1525, par le cardinal de Clermont.
Cette église a été désaffectée à la Révolution. Elle fut transformée en chambre de commerce au début du XIXe siècle, puis en surfaces commerciales.

### Collégiale Saint-Symphorien
Cette église a été reconstruite entre 1590 et 1602 dans le style gothique. Un chapitre paroissial fut fondé en 1591. 
Cette église a été démolie à la révolution, et son titre paroissial a été transféré à l'ancienne église des Carmes. Le dernier curé de Saint-Symphorien a été massacré le 17 octobre 1791, lors du massacre de la Glacière.

### Église paroissiale Saint-Joseph-de-la-Barthelasse
Le quartier de la Barthelasse, bien que ne comptant que 300 habitants au XIXe siècle, a été érigé en paroisse en 1874 à la demande des habitants. Le service paroissial se faisant dans la chapelle du Château avant qu'une église soit bâtie à la fin du XIXe siècle. Bien que dépendant de la commune d'Avignon, elle dépendait du diocèse de Nîmes lors de sa création, avant d'être transférée à celui d'Avignon quelques années plus tard. 

## Les ordres religieux et sociétés de prêtres

### Annonciades célestes
Les Annonciades célestes furent fondées en Avignon en 1639 par Marie-Victoire de Dole. Elles bâtirent leur couvent place Pie. Elles furent remplacées en 1723 par les prêtres de Sainte-Garde.

### Antonins
Les hospitaliers de Saint-Antoine-du-Désert se sont installés en rue Figuière en 1219, où ils fondèrent un hôpital destinés aux malades du  feu de Saint-Antoine, puis pour les pauvres dames. Leur chapelle fut bâtie en 1290, qui est actuellement le cinéma Utopia. Leur congrégation a été dissoute en 1777.

### Augustines
Les Augustines furent fondées en 1632 par Jeanne de Jésus de Rampalle. Leur couvent était à l'emplacement de la rue de la République. Elles partirent de la ville en 1768.

### Augustines de Notre-Dame du Refuge
Les Augustines de Notre-Dame du Refuge se sont installées en 1634 grâce à madame de Ransain. Elles avaient pour charisme de porter secours aux pauvres jeunes filles. 

### Augustines de Notre-Dame de la Miséricorde
Le couvent des Augustines de la Miséricorde a été fondé en 1643 par le père Jean Yvan, jésuite de la ville.

### Augustins ("Grands Augustins")
En 1261, les Augustins s'installèrent hors des murs de la ville, proche du Portail Matheron. Intégrés dans l'enceinte du XIVe siècle, leur couvent fut reconstruit à cette époque, dont leur église, parmi les plus grandes d'Avignon, qui a été bâtie en 1345 par Jean Laugier. Il en reste le clocher.  
Martin Luther, religieux augustin, prêcha dans cette église, avant qu'il ne lance la Réforme. Le cardinal Pierre Corsini, évêque de Porto, et Alphonse de Gondi, intendant de Catherine de Médicis, y avaient établi sépulture. 

### Augustins de Saint-Ruf (Ruffiens)

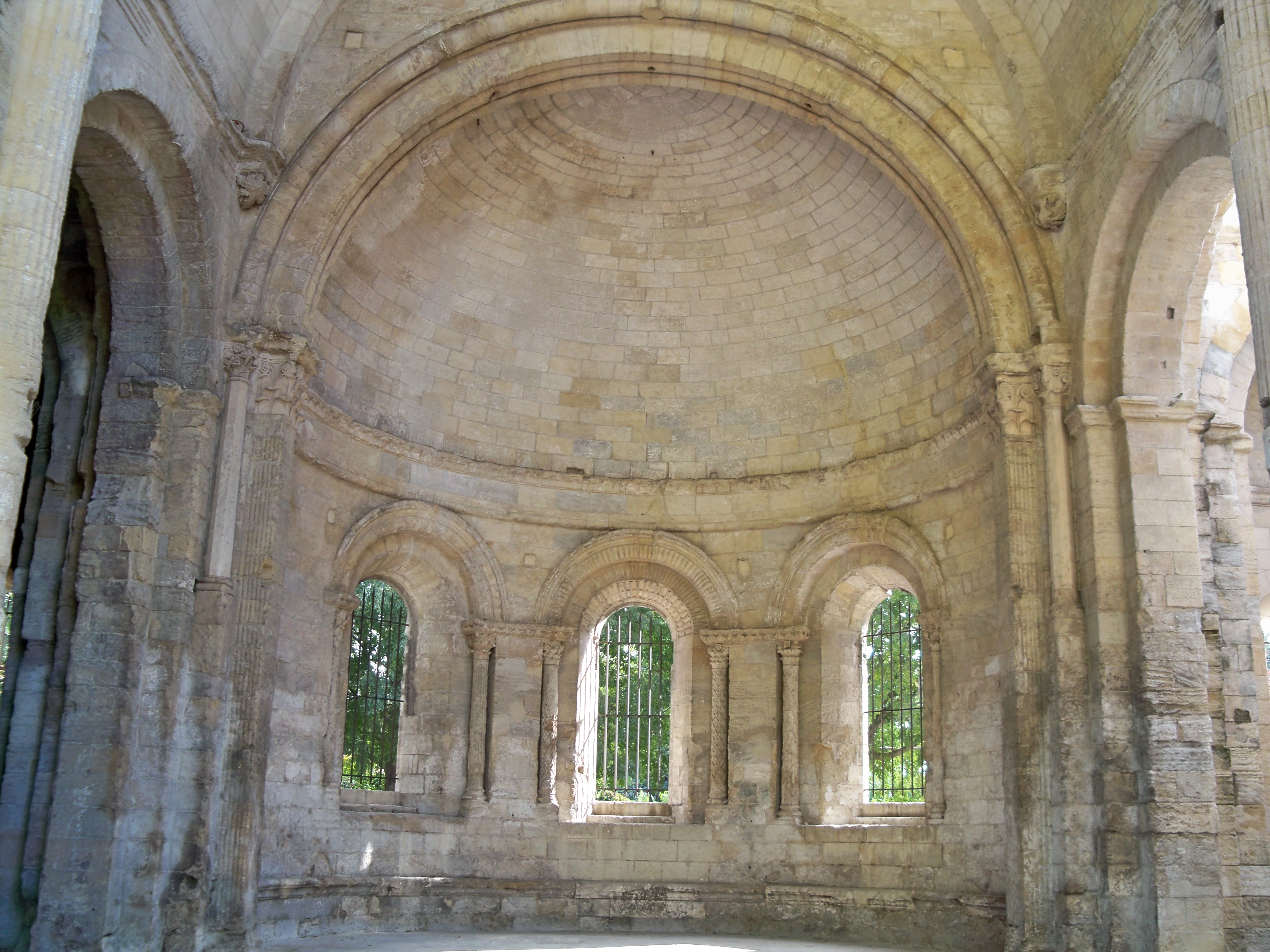
Chœur de l'abbaye Saint-Ruf

### Augustins réformés
Les augustins réformés (ou récollets) se sont installés en Avignon en 1610. Leur couvent se trouvait à l'emplacement de la rue Guillaume Puy. Leur chapelle était dédiée à Notre-Dame de Consolation.  
Leur maison a été supprimée en 1751. Au XIXe siècle, leur couvent devient le noviciat des frères des écoles chrétiennes. 

### Bénédictines (Abbaye Saint-Laurent)
L'abbaye Saint-Laurent d'Avignon, occupée par des bénédictines, a été fondé en 918 par Amelius, comte d'Avignon.  
À la Révolution, elle a été démolie puis remplacée au XIXe siècle par l'Opéra. L'église, du XIIe siècle, était de style roman. 

### Bénédictines (prieuré de Saint-Véran)

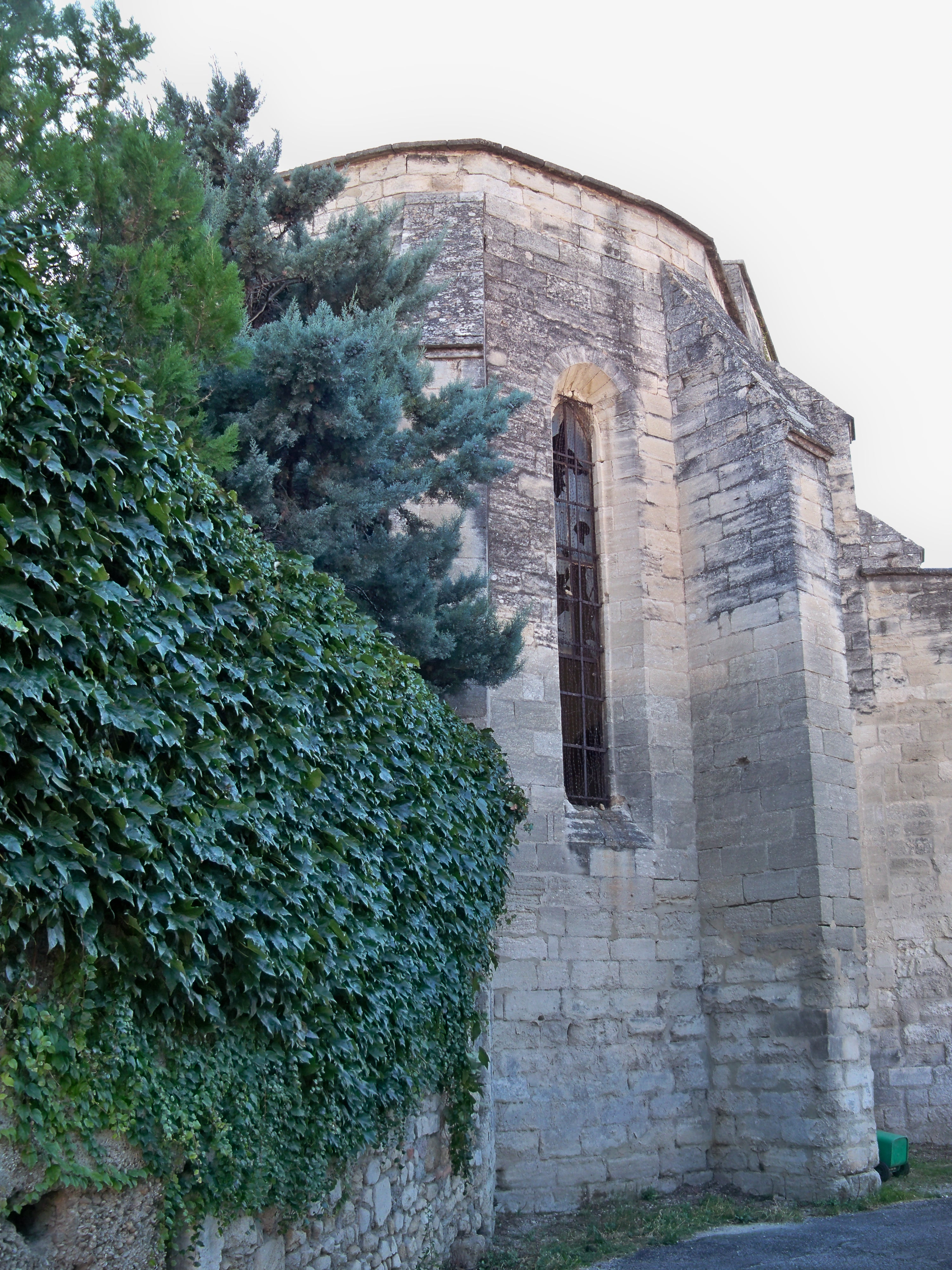
chapelle Saint-Véran

Ce monastère a été fondé en 1140 par le comte Guigues de Forcalquier. Leur chapelle a été édifiée en 1343.
En 1536, le roi de France François Ier, dans le contexte des guerres d'Italie, établit pour quelque temps le campement de son armée autour du monastère. Les religieuses se réfugièrent alors à l'intérieur de la ville (à Saint-Jean-le-Vieux), où elles restèrent jusqu'à la fin du siècle. 

### Bénédictines (prieuré de Fours)
En 1365, à cause des raids des routiers, les bénédictines de Fours (hameau de Sauveterre) se sont installées dans la ville d'Avignon, où elles bâtirent un couvent. En 1428, elles seront remplacées par le collège Saint-Nicolas d'Annecy.

### Bénédictines de Notre-Dame
Les religieuses bénédictines de Notre-Dame fondèrent un couvent en 1637 rue des Ortolans, grâce à madame de Luynes. Leur chapelle a été bâtie en 1680. En 1775, elles laissent la place à l’œuvre des orphelines. Au XIXe siècle, le couvent est transformé en école primaire tenue par les frères des écoles chrétiennes, qui devint école publique en 1905.

### Bénédictins de Montmajour
En 1471, le pape Sixte IV fonda le collège de Dijon, destiné aux bénédictins de l'abbaye de Montmajour. Ce collège a été supprimé en 1670, les bénédictins étant remplacés par les religieuses de Saint-Eutrope. 

### Bénédictins de Saint-André
Il a été fondé en 1617 rue d'Annanelle pour les moines de l'abbaye Saint-André de Villeneuve-lès-Avignon.

### Capucins
Les Capucins furent introduits en Avignon en 1476, par Pierre de Saint-Sixte. Leur chapelle a été construite rue d'Annanelle en 1546 dans le style gothique. En 1759, ils remplacent les récollets dans l'église Notre-Dame de Bon Repos de Montfavet, fondant ainsi une seconde maison avignonnaise.  
En 1669, ils fondèrent un noviciat pour leur ordre. Il était situé rue des Teinturiers. Sa chapelle a été démolie vers 1865. 

### Carmélites
Les carmélites sont arrivées en Avignon en 1613, grâce à la générosité de Claire de Pérussis. Elles s'installèrent rue d'Annanelle, où elles restèrent jusqu'à la Révolution. Au XIXe siècle, elles s'installèrent à l'emplacement de l'ancien couvent des observantins, où elles sont encore actuellement. Leur couvent, quant à lui, devint un couvent de Récollets.

### Carmes ("Grands-Carmes")

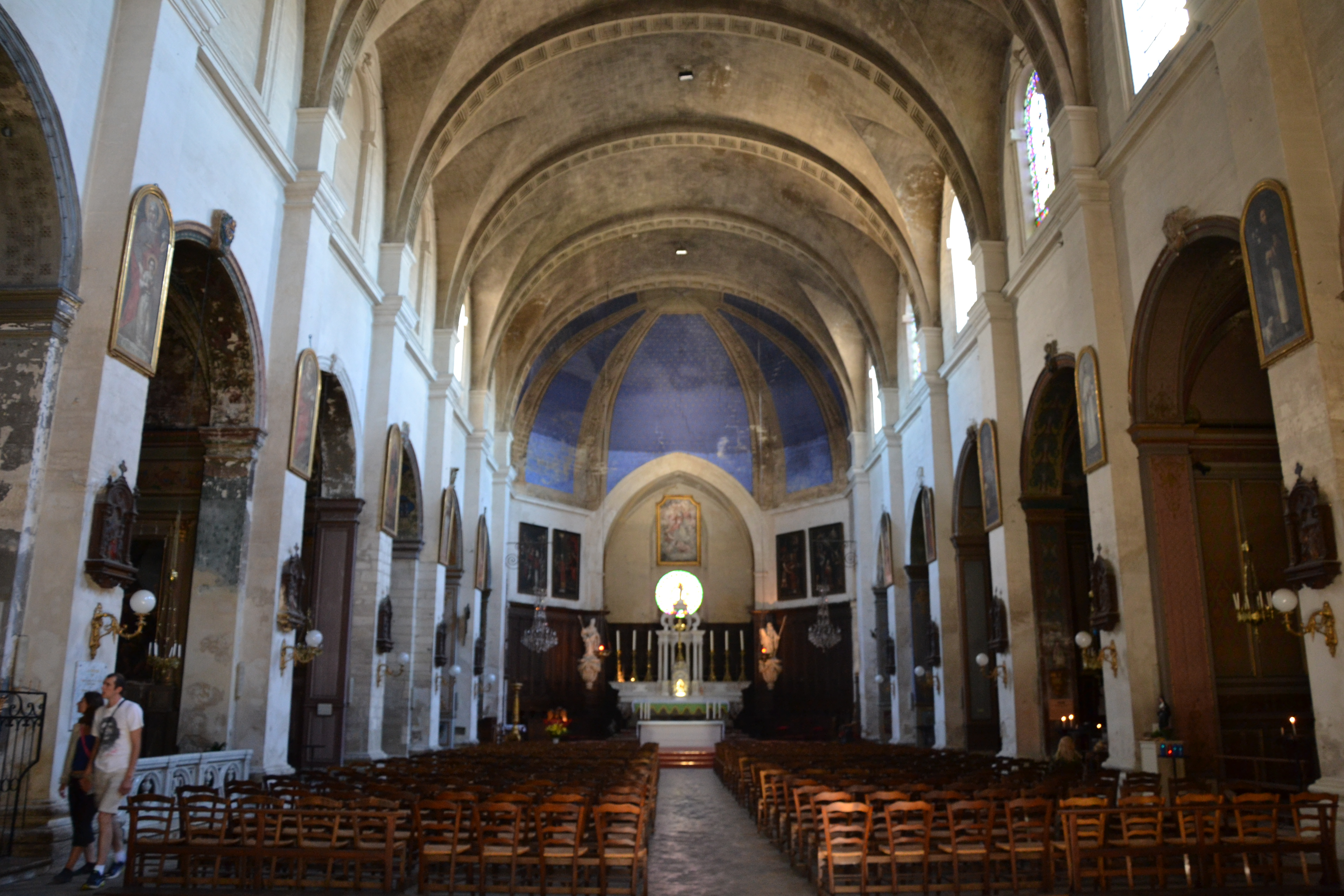
La nef de l'église des Carmes

### Carmes déchaux
Les carmes ont été fondés en 1608, dans les anciens locaux de l'Hôpital Notre-Dame de Nazareth. C'est leur première fondation en France. Ils y restèrent jusqu'à la Révolution.
Ils furent remplacés en 1826 par les religieuses du Sacré-Cœur, qui y fondèrent un pensionnat, devenu depuis le Lycée Aubanel.

### Célestins

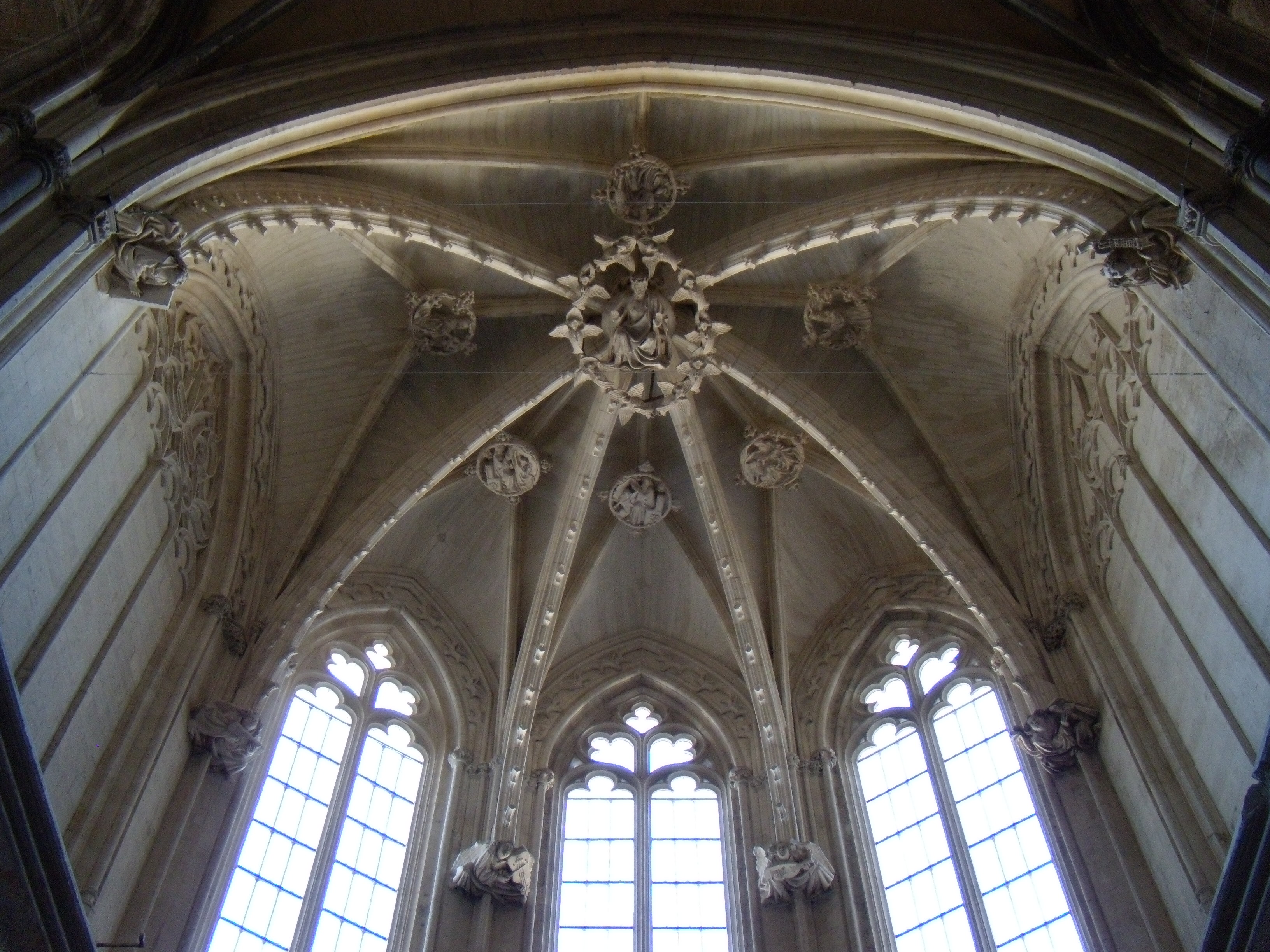
Le chœur de l'église des Célestins

### Cisterciennes
En 1060, fut fondé un prieuré de bénédictines sur le Mont-de-Vergues (à l'emplacement de l'actuel hôpital psychiatrique de Montfavet) par l'évêque Rostaing I (c. 1050-1080) et la comtesse Oda.  Des historiens du XIXe siècle avaient suggéré qu'en 1149, à la suite du passage de saint Bernard, elles embrassèrent la réforme cistercienne, mais cette conclusion n'est pas prouvée.
Entre 1251 et 1253, leur monastère fut transféré dans la ville, à 8, rue Sainte-Catherine, par l'évêque Zoen Tencarari qui leur a donné un bâtiment dans la paroisse Saint-Symphorien.  Leur nouveau monastère fut édifié entre 1253 et 1402. Elles y sont restées jusqu'à la Révolution. Leur chapelle est actuellement le Théâtre du Chêne noir.

### Cisterciens de Sénanque
Le collège de Sénanque (qui concerne les moines de cette abbaye qui venaient prendre des cours à l'université) a été fondé en 1491 par le père Jean Casaletti, à l'emplacement d'une chapelle préexistante, bâtie en 1365. Ce collège, situé rue Petite Fusterie, est aujourd'hui divisé en plusieurs propriétés, et la chapelle est devenue un magasin d'antiquaire.

### Clarisses

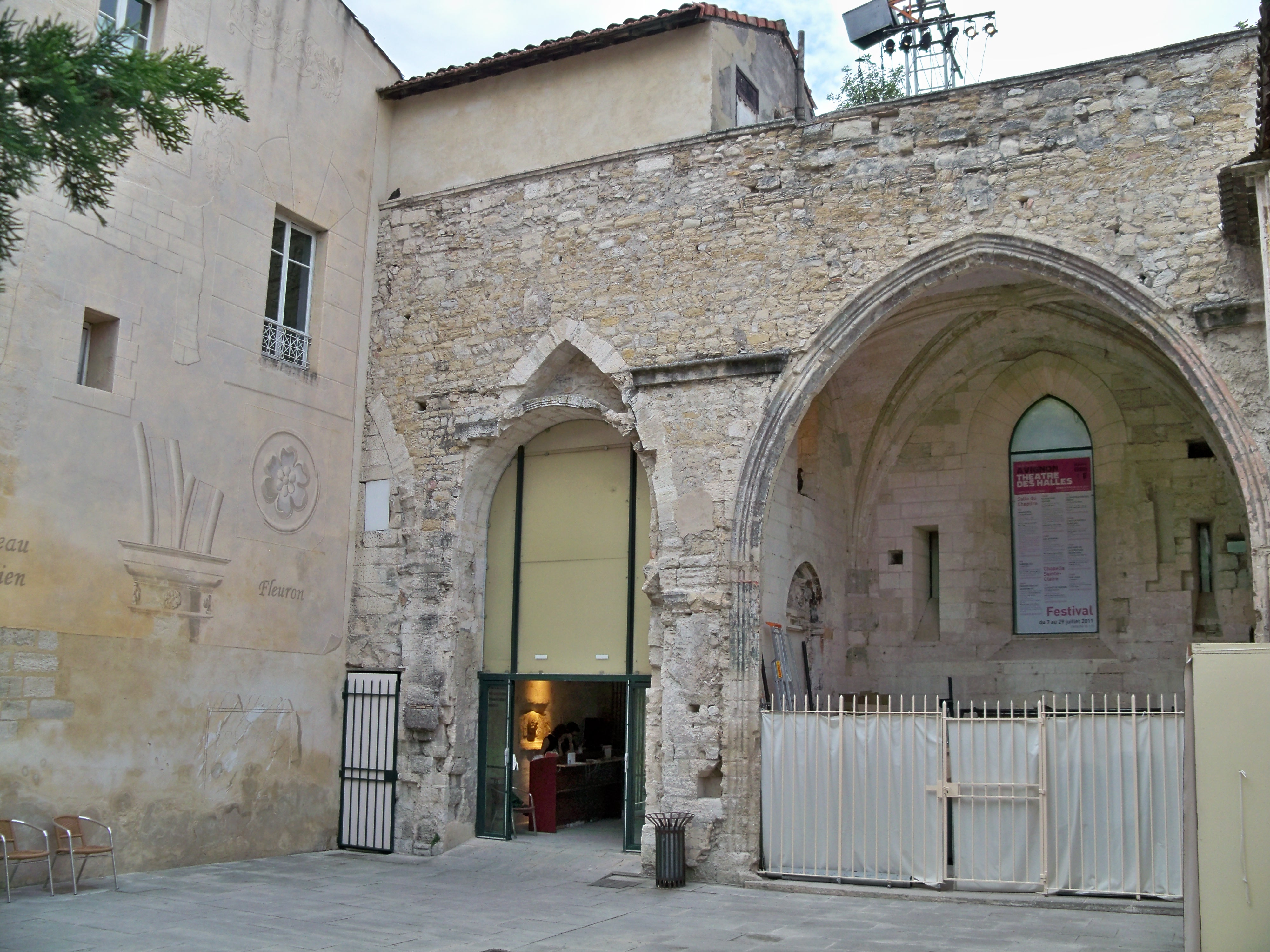
Les vestiges de la chapelle Sainte-Claire

Les clarisses se sont installés en Avignon en 1239. En 1274, le monastère accueillit sainte Roseline de Villeneuve.
Leur chapelle, située rue du Roi-René, bâtie sous l'invocation de sainte Claire en 1316, a été le théâtre de la rencontre entre Pétrarque et Laure de Noves, qui est devenue sa muse. 
Les religieuses clarisses restèrent en ce lieu jusqu'à la Révolution. Les restes du couvent et la chapelle sont devenus un jardin public et le théâtre des Halles.

### Doctrinaires
En 1593, le bienheureux César de Bus, prêtre cavaillonnais, fonda une congrégation de prêtres destinés à l'éducation des garçons. Cette congrégation s'appelle Société des prêtres de la doctrine chrétienne (ou doctrinaires). Leur première fondation fut faite en Avignon, dans le couvent des dominicaines (couvent Sainte-Praxède, rue Félix Gras) puis se déplacèrent en 1598 dans l'ancienne commanderie Saint-Jean-le-Vieux. Leur église, qui subsista jusqu'à la Révolution, gardait le corps du fondateur; qui fut transféré à Rome en 1791 où il repose encore dans l'église Santa Maria in Monticelli.

### Dominicaines

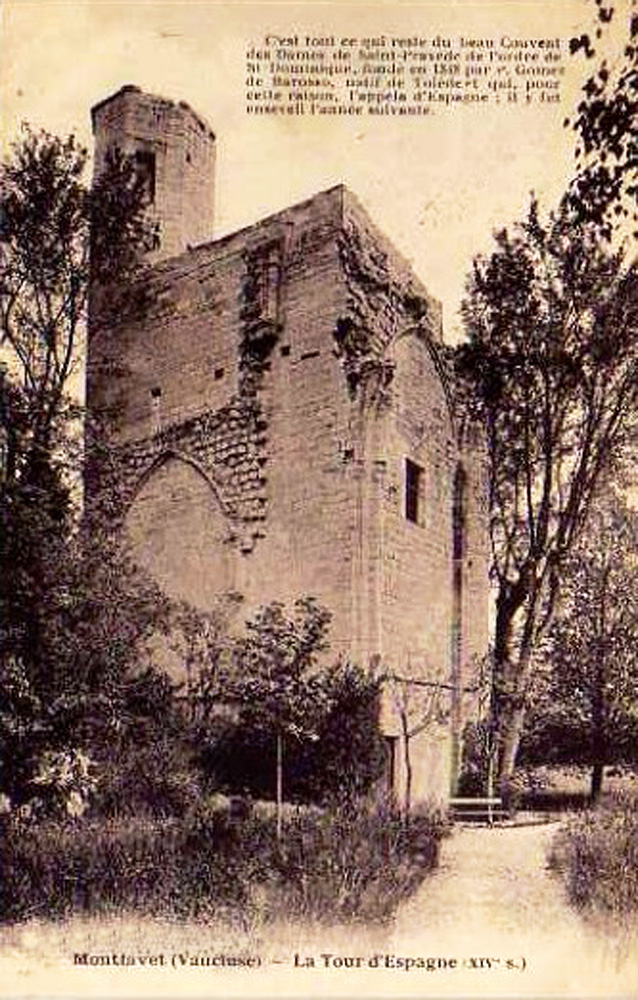
La tour d'Espagne à Montfavet, seul vestige du couvent

En 1348, le cardinal Gomez de Barosso fonda un grand couvent de dominicaines à Montfavet (Tour d'Espagne). Ce couvent fut transféré en 1409 dans les murs de la ville, à Sainte-Praxède (rue Félix Gras). 
Leur nouveau couvent fut bâti entre 1425 et 1427 par Nicolas Roux. En 1583, les dominicaines partirent à Saint-Jean-le-Vieux. Leur couvent devint une école de doctrinaires (1593). En 1598, les deux congrégations échangèrent leurs maisons, et les dominicaines revinrent en ces murs jusqu'à la Révolution.
Elles ont fondé une seconde maison en 1730 rue d'Annanelle. 

### Dominicaines de l'adoration du Très-Saint Sacrement
Ces dominicaines se sont installées en 1807 dans l'ancien couvent de la Visitation.

### Dominicains
Le couvent des dominicains d'Avignon a été fondé en 1220, par saint Dominique. Son église, rebâtie en 1345, comptait parmi les plus vastes de la ville (trois nefs, quatorze chapelles latérales).
Le couvent a servi de résidence au pape Clément V entre 1309 et 1314, et abritait jusqu'à Clément VI le festin donné à l'honneur de l'élection du pape. Le cloître a été reconstruit en 1347.
Désaffectés à la Révolution, cet ensemble a été démoli au cours du XIXe siècle, pour laisser place au quartier situé autour de la rue Victor-Hugo.

### Franciscaines tertiaires
Leur couvent a été bâti en 1857 rue du Portail Magnanen.

### Franciscains ("Cordeliers")

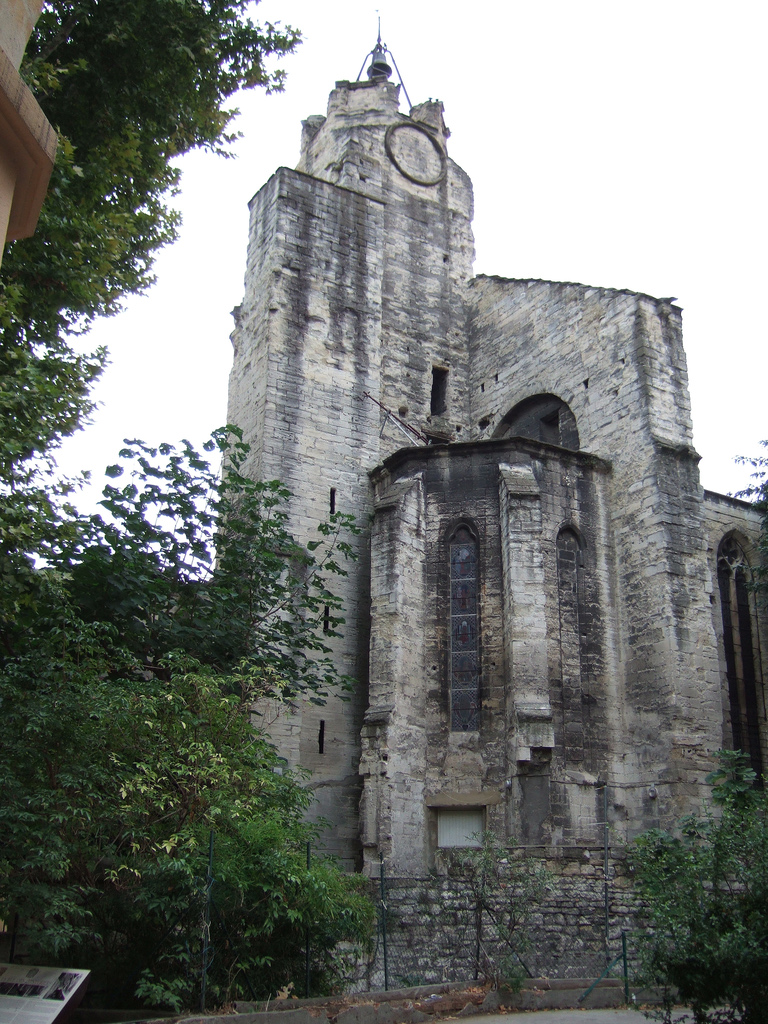
Le clochers des cordeliers

Le couvent des franciscains fut fondé en 1226 en dehors des murs d'alors. Il était l'un des plus vastes d'Avignon. Leur église a été bâtie en 1350 grâce aux largesses du cardinal Napoléon Orsini. Cette église était composée d'une grande nef centrale (la voûte était haute de plus de 30 m) et de 18 chapelles latérales. La muse de Pétrarque, Laure de Noves, y était enterrée. Le couvent a été détruit à la Révolution. Sur son emplacement se dresse le lycée Saint-Joseph.

### Franciscains tertiaires ("Picpus")
Le nom de "Picpus" est le nom donné aux Tiertiaires franciscains, installés en 1639 par Antoine de Véras, dans l'actuelle rue de Picpus. Leur chapelle est édifiée en 1641. 

### Frères des écoles chrétiennes
La première fondation des frères des écoles chrétiennes dans la ville date de 1703, date où saint Jean-Baptiste de la Salle vint fonder une école rue Bouquerie. 
En 1820, ils s'installèrent rue des Ortolans, dans l'ancien couvent des bénédictines de Notre-Dame, où ils restèrent jusqu'en 1905.
Ils firent une autre fondation dans l'ancien couvent des Augustins réformés, qui devint leur noviciat et une école qui, encore aujourd'hui, est placée sous leur tutelle. La chapelle de cet établissement est dédiée au fondateur de l'ordre. Elle a été bâtie en 1897.

### Gardistes
A la fin du XVIIe siècle, une congrégation de prêtres fut fondée dans le Comtat Venaissin, à Saint-Didier, et fut placée sous la protection de Notre-Dame de Sainte-Garde. En 1723, ils acquirent l'ancien couvent des Annonciades Célestes, situé place Pie. Cette maison de ville devint leur séminaire (les étudiants prenant leurs cours au collège jésuite). La chapelle a été édifiée en 1785 et placée sous le vocable de l'Immaculée Conception. Au XIXe siècle, leur séminaire fut transformé en palais de justice, puis en conservatoire de musique. 

### Hospitalières de Saint-Joseph
En 1671, les religieuses hospitalières de Saint-Joseph furent appelées en renfort des Trinitaires pour le service de l'hôpital Sainte-Marthe. Elles bâtirent une chapelle au XVIIIe siècle. 

### Jésuites

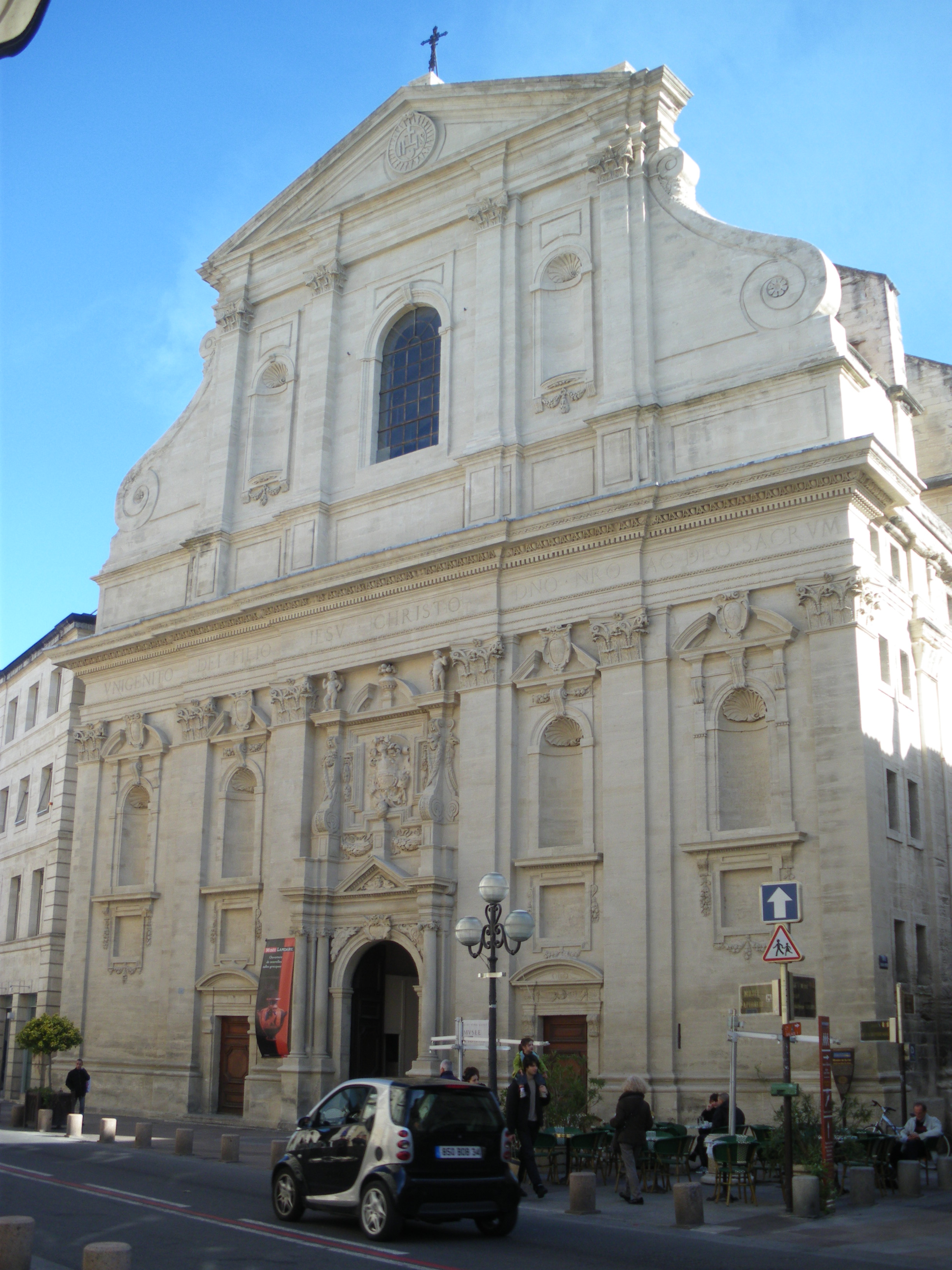
Façade de la chapelle du collège des Jésuites

En 1565, le cardinal Alexandre Farnèse, alors archevêque d'Avignon, introduit les jésuites dans la ville et les installe dans l'ancienne livrée Ceccano. Leur collège s'agrandit par la suite d'autres bâtiments au sud de la rue du collège et par une grande chapelle, construite en 1655 par François de Royers de la Valfrenière. 
En 1589, ils fondèrent une deuxième maison, pour leur noviciat, rue du portail Boquier, grâce à Louise d'Ancezune. La chapelle, édifiée entre 1601 et 1615 sur les plans de Martellange, est la première coupole baroque avignonnaise, et a servi de modèle à la coupole de l'église Saint-Paul-Saint-Louis de Paris. La chapelle a été peinte par un novice, le père Attiret, qui finira sa vie comme premier peintre de l'empereur de Chine. 
Les jésuites restèrent dans la ville jusqu'en 1769, date de leur expulsion. Ils furent remplacés dans leur collège par les bénédictins de Saint-Martial puis par les Doctrinaires; et dans leur noviciat par les dominicaines.  
En 1824, les Jésuites revinrent en Avignon avec la fondation d'une Maison de Jésus (centre de retraites spirituelles) dans l'ancien couvent des Augustines. En 1849, un groupe de pères de familles fondèrent une école pour leurs garçons, qui fut confié aux jésuites l'année suivante: l'actuel lycée Saint-Joseph, édifié à la place de l'ancien couvent des Cordeliers. 

### Minimes
Les minimes s'intallèrent en 1575 autour de la chapelle Notre-Dame du Miracle, qui avait été bâtie en 1320 pour commémorer un miracle qui se déroula en ces lieux : un homme, accusé à tort d'homosexualité, avait été condamné au bûcher. Alors qu'on allumait le feu, la Vierge serait apparue et aurait tiré des flammes le condamné. Pour commémorer ce miracle, une chapelle a été bâtie par le pape Jean XXII. 
Le cardinal de Richelieu, lors de son exil avignonnais (1616-1617), venait tous les matins dans cette église pour y dire la messe.

### Observantins
Les frères franciscains de la stricte observance (ou Observantins) se sont installés rue de l'Observance en 1469 grâce au don de Louis Doria. Ils bâtirent leur église en 1599 dans le style gothique, sous le vocable de Notre-Dame de l'Observance.  

En 1602, ils furent expulsés d'une manière quelque peu cavalière de leur couvent: profitant d'une procession à l'extérieur de leurs murs, les franciscains récollets prirent possession de leur monastère. Se retrouvant sans logis, ils s'installèrent chez l'habitant quelque temps et finirent par s'installer, en 1674, dans la chapelle Notre-Dame des Sept-Douleurs. 

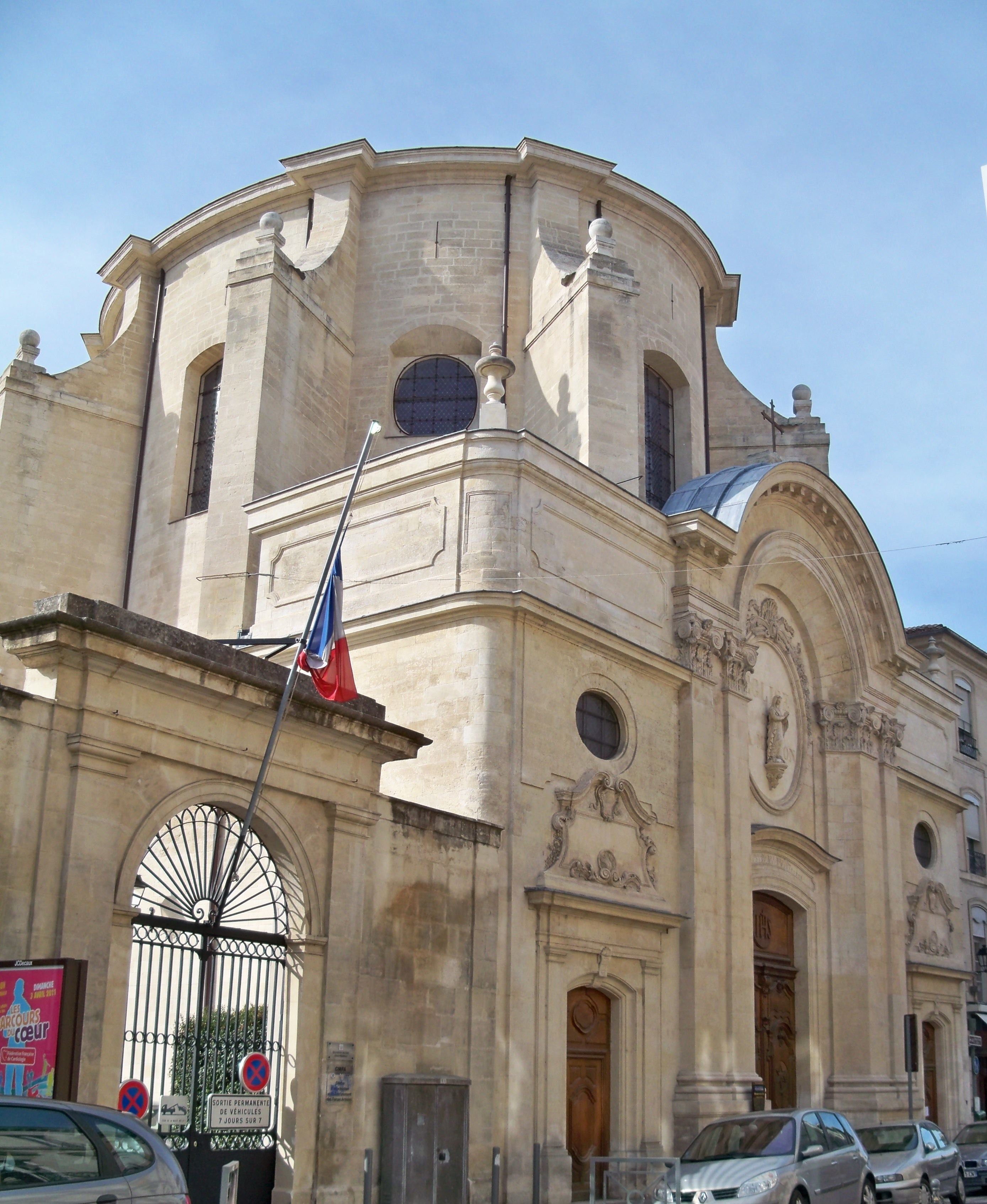
La chapelle de l'Oratoire

### Oratoriens
Les oratoriens sont arrivés en Avignon en 1646, grâce à l'appui de l'abbé d'Albi. Leur chapelle fut bâtie entre 1713 et 1741 par le père oratorien Jean Léonnard. 

### Ordre des Hospitaliers de Saint-Jean de Jérusalem

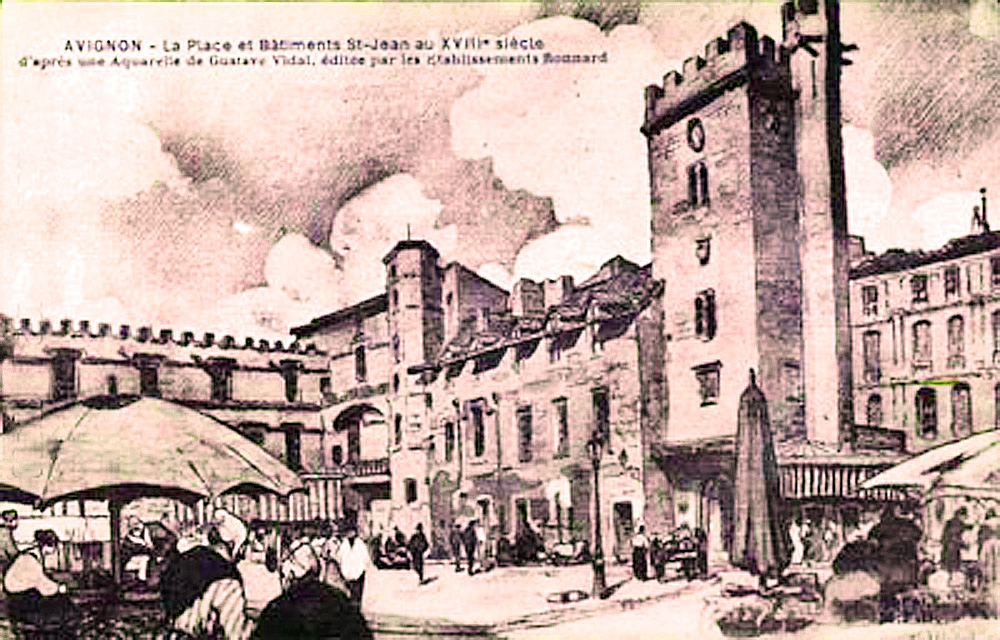
Saint-Jean-le-Vieux, bâtiments de l'ancienne commanderie, au XVIIIe siècle

Les Hospitaliers de l'ordre de Saint-Jean de Jérusalem, fondèrent une commanderie dans la ville en 1233  grâce au soutien des podestats de la ville. Il ne reste de cette commanderie, connue sous le nom de Saint-Jean-le-Vieux, que la tour située place Pie. 
En 1370, les hospitaliers quittèrent ce lieu pour l'ancienne commanderie des Templiers (rue Saint-Agricol), laissant la place à une livrée cardinalice, la livrée de Florence, puis aux bénédictines du prieuré Saint-Véran (1536), aux dominicaines (1583) et aux doctrinaires (1598). 
Leur commanderie de la rue Saint-Agricol fonctionna jusqu'à la Révolution.

### Récollets
Les récollets s'installent dans le couvent des observantins en 1602, et y demeurent jusqu'à la Révolution. Ils établissent une succursale à Montfavet en 1612, dont ils sont relevés en 1759 par les capucins.
Au XIXe siècle, ils s'installèrent rue d'Annanelle, à l'emplacement du couvent des carmélites, où ils sont encore aujourd'hui. Leur chapelle actuelle a été édifiée en 1852. 

### Religieuses de l'Immaculée Conception
Cette congrégation a été fondée en 1804 par le curé de Piolenc, l'abbé d'Hugues. En 1878, cette congrégation compte 27 maisons dans le diocèse d'Avignon et 2 dans le diocèse de Nîmes. La maison d'Avignon était leur Maison-Mère. 

### Religieuses de Saint-Charles
Cette congrégation s'installa au XIXe siècle sur la rue Grande-Fusterie, où elles fondèrent une école, devenue le lycée Vincent-de-Paul. 
Un hospice, créé par Sixte Isnard en dehors des murs en 1853, leur fut confié. 

### Religieuses de Saint-Eutrope
Les religieuses de Saint-Eutrope furent fondée en 1670 par un prêtre de Saint-Didier, l'abbé Alexandre, avec l'approbation de Mgr Libelli, archevêque. Elles s'installèrent dans les locaux de l'ancien collège de Dijon, et c'était l'unique maison de leur ordre. Elles étaient vouées à l'éducation des jeunes filles. La façade de leur chapelle, actuellement démolie, se voit encore à l'angle de la rue des Trois-Faucons et de la rue des Vieilles-Études.
Au XIXe siècle, elles ont été refondées dans la rue des Fourbisseurs.

### Religieuses de Saint-Thomas de Villeneuve
Cette congrégation fonda en 1826 la "Grande Providence", qui accueillait des jeunes filles pauvres. Leur maison était située à l'emplacement de l'ancien couvent des religieuses de Notre-Dame du Refuge, c'est-à-dire rue Horace Vernet.

### Sulpiciens

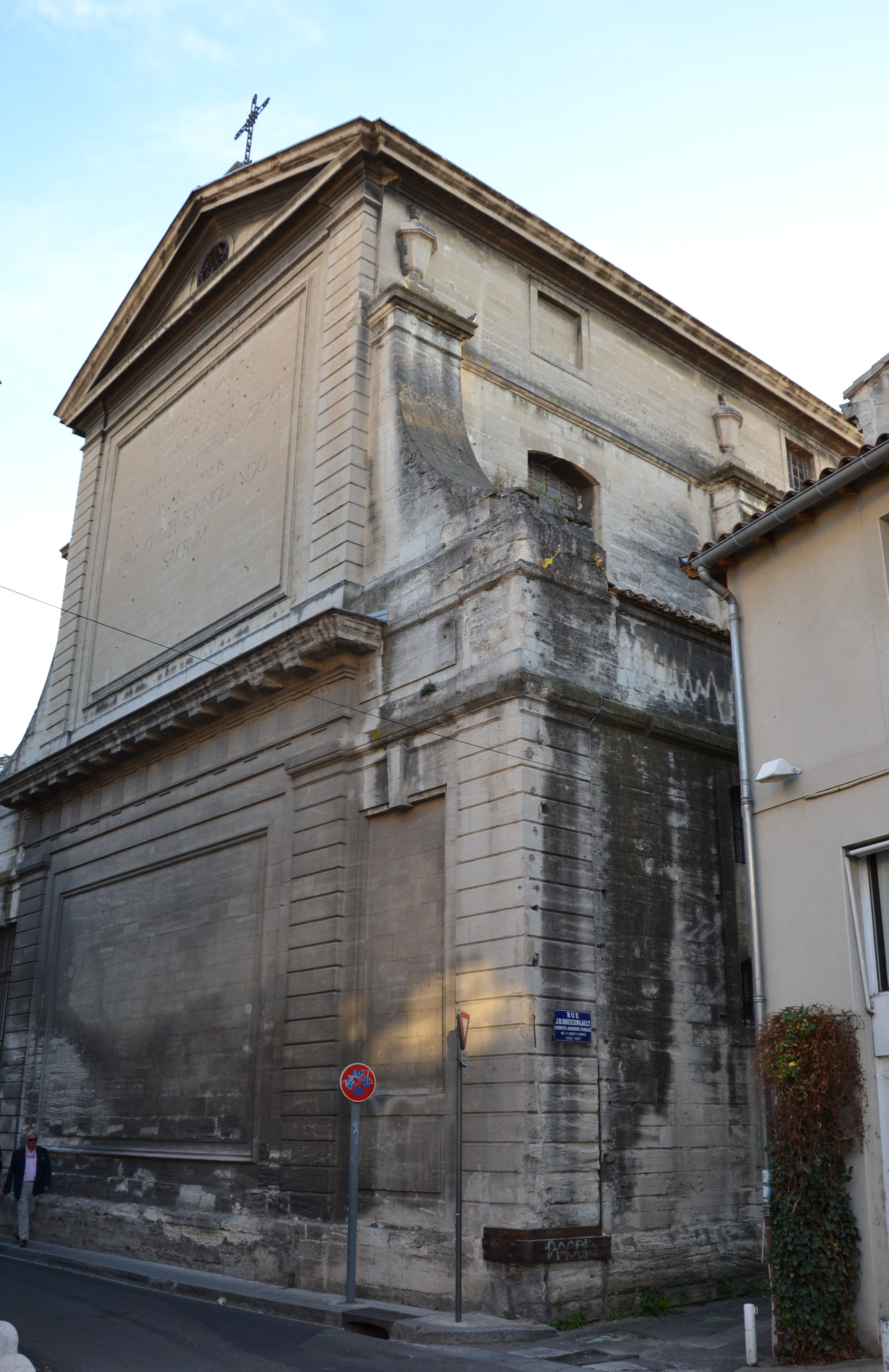
La chapelle du séminaire Saint-Charles

En 1705, l'archevêque d'Avignon confia la tâche d'établir un séminaire diocésain aux prêtres de Saint-Sulpice. Ils s'installèrent rue Saint-Charles. Les bâtiments, d'architecture classique, furent construits entre 1710 et 1758 (l'église est consacrée en 1735). Leur chapelle était dédiée à la Purification de la Vierge.
Après la Révolution, le grand séminaire diocésain fut rétabli en ces murs, où il demeura jusqu'en 1905, date où il fut transféré rue Paul Manivet (archevêché actuel). Les bâtiments furent affectés à une caserne de gendarmerie, et furent démolis dans les années 1950, à l'exception de la chapelle qui sert de lieu d'exposition temporaire.

### Templiers
Les templiers s'implantent en Avignon à partir de 1174, en lien étroit avec la commanderie d'Arles, qui auront souvent un commandeur commun. Leur installation dans la paroisse Sainte-Agricole n'est documentée qu'à partir de 1259. Ils sont implantés au coeur d'un quartier en pleine croissance, où s'implantent de nombreuses fondations religieuses, comme les bénédictines ou les dominicains.
Après des débuts difficiles, le patrimoine templier s'accroît à partir du milieu du XIIIe siècle. Cela leur permet d'élever une chapelle entre 1273 et 1281. Il s'agit de la première chapelle gothique d'Avignon. Elle est située rue Saint-Agricol.
À la suite de la suppression de l'ordre dissout en 1310, l'ancienne commanderie templière devint une livrée cardinalice (livrée de Bragosse) puis devint, en 1379, une commanderie de l'ordre de Saint-Jean de Jérusalem. Les bâtiments de la commanderie disparurent au XIXe, mais la chapelle subsiste, quoiqu'elle ne soit pas visible depuis la rue. La chapelle est actuellement le théâtre du Petit-Louvre.

### Trinitaires
Lors de la fondation de l'hôpital Sainte-Marthe, en 1353, Bernard de Rascas (le fondateur) confia aux Trinitaires le soin des malades. 

### Ursulines
Les Ursulines (dites "Royales" en Avignon) se sont installées en 1623 dans l'ancienne maison avignonnaise du roi René (d'où leur surnom). Il s'agit de la deuxième maison de l'ordre selon la date.
Leur chapelle a été aménagée dans le style baroque en 1632 par François de Royers de la Valfrenière dans l'ancien tinel (salle des festins) de la maison du roi. Leur ancien couvent sert actuellement à l'école d'Avignon.

Au XIXe siècle, elles furent refondées rue d'Annanelle.

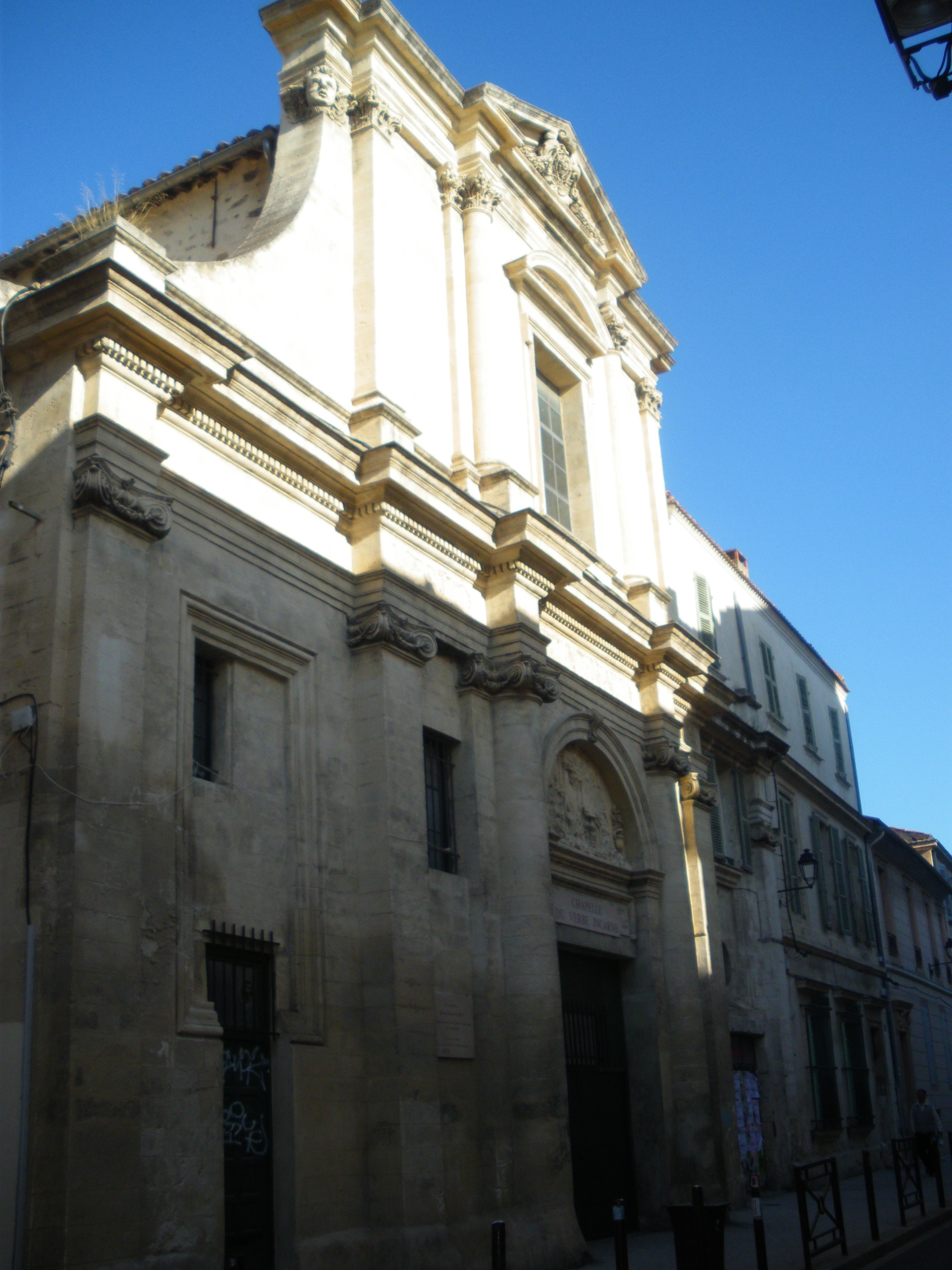
Chapelle du Verbe-Incarné

### Verbe Incarné
Les dames du Verbe-Incarné ont été fondées rue des Lices en 1639 par Jeanne Chézard de Matel. Leur chapelle a été bâtie en 1728 par Jean-Baptiste Franque. Actuellement, la chapelle est une salle de spectacles utilisée lors du Festival In. Le couvent est devenu propriété privée.

### Visitandines
Le couvent des visitandines, fondé en 1623, est la 17e fondation selon l'ordre chronologique. Leur chapelle, édifiée en 1631 grâce aux largesses de l'archevêque, Mario Filonardi, par François de Royers de la Valfrenière, a servi de modèle pour la chapelle de l'Hôpital du Val-de-Grâce à Paris.
Le 5 mai 1666, saint Claude de la Colombière, ancien jésuite de la ville, a prononcé un panégyrique dans la chapelle à l'occasion de la canonisation de saint François de Sales. Le 5 novembre 1721, l'archevêque d'Avignon, François de Gontieri, a prononcé un vœu de consécration de la ville au Sacré-Cœur, pour pouvoir échapper à la Peste. 
Le couvent, désaffecté à la Révolution, fut donné en 1807 aux dominicaines du Saint-Sacrement. Ces religieuses le quittèrent au début du XXe siècle, et depuis la chapelle est propriété privée.
En 1775, elles fondèrent une deuxième maison dans la ville, dans l'ancienne maison des Repenties, rue Saint-Michel. 
Au XIXe siècle, elles furent fondées à nouveau dans l'ancien couvent des Capucins. 

## Confréries et œuvres de charité

### Confréries de pénitents

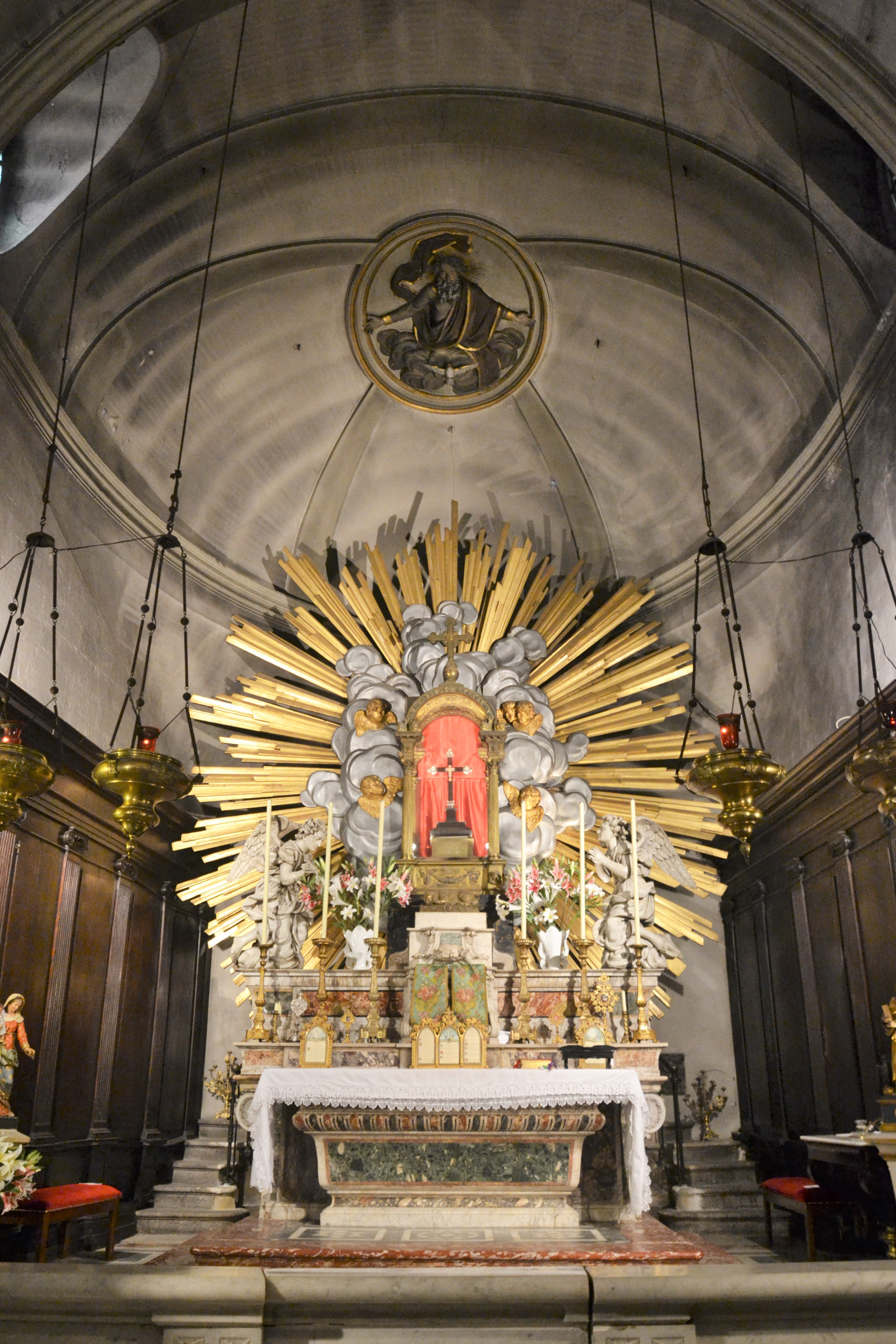
Le chœur de la chapelle des Pénitents-Gris

#### Pénitents gris
La "dévote et royale compagnie des pénitents gris d'Avignon" est la plus ancienne confrérie de pénitents de France. Elle a été fondée en 1226 par le roi de France, Louis VIII, après qu'il eut assiégé la ville, en réparation de l'allégeance qu'Avignon avait faite au comte cathare de Toulouse. Elle est encore aujourd'hui en activité.
Leur chapelle, dédiée à la Sainte-Croix, a été bâtie dans l'enclos de l'ancien couvent des cordeliers. Elle fut le témoin d'un miracle eucharistique en 1475 : après des pluies diluviennes, la sorgue voisine déborda soudainement, inondant la chapelle. Les pénitents voulurent retirer le Saint-Sacrement en s'y rendant en barque. En entrant dans la chapelle, ils ont vu les eaux massées le long des murs, laissant l'allée centrale sèche. 

#### Pénitents noirs florentins
Cette confrérie a été fondée en 1488 par les habitants florentins de la ville, dirigés par Ricasoli. Leur chapelle était située dans l'enclos des Augustins et était dédiée à la Nativité de saint Jean-Baptiste. 

#### Pénitents blancs
La confrérie des Pénitents-Blancs d'Avignon a été fondée en 1527 par Ménard de Fogasse. Leur ancienne chapelle, du XVIe siècle, était située dans l'enclos des dominicains. Elle était décorée d'œuvres d'art exceptionnelles, peintes notamment par Simon de Châlons. À la Révolution, leur chapelle a été confisquée. 
Au XIXe siècle, cette confrérie fut refondée dans l'église Notre-Dame de la Principale.

#### Pénitents bleus
Cette confrérie a été fondée en 1547 ou en 1556 par le cardinal de Lorraine, dans l'enclos des Carmes. Leur chapelle était dédiée à Notre-Dame de Pitié. 

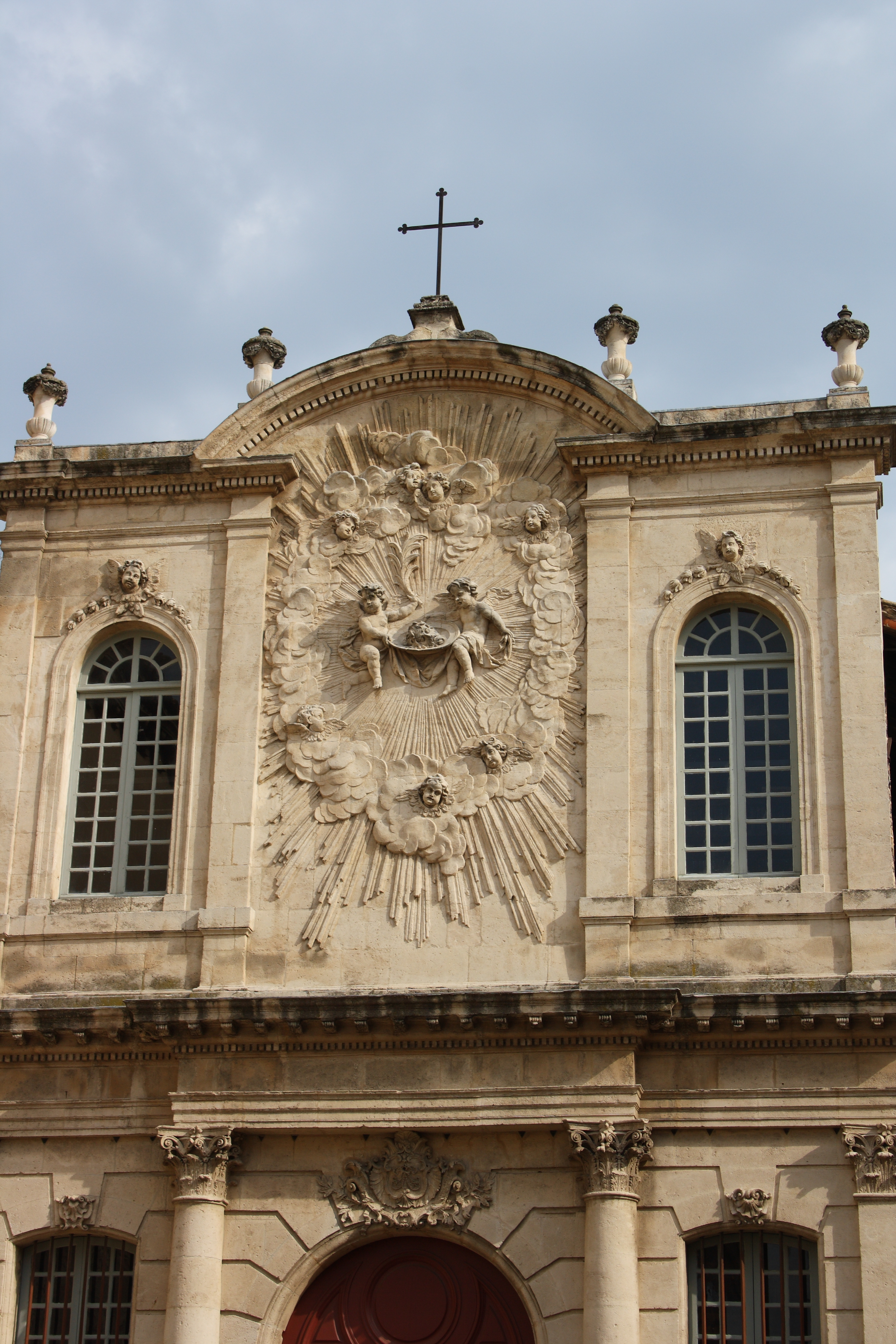
Chapelle des Pénitents Noirs

#### Pénitents noirs de la Miséricorde
Cette confrérie a été fondée en 1586 par Pompée Catilina, général de l'armée pontificale du Comtat. Elle a été affiliée en 1609 à l'archiconfrérie du Gonfalon de Rome.
La fonction des pénitents était de visiter les prisonniers de la prison du palais puis Sainte-Anne (aux XIXe et XXe siècles) ainsi que l'hospice des insensés, voisin. Ils avaient le privilège d'accorder la grâce à un condamné à mort par an. 
La confrérie se reconstitua après la Révolution, et dura jusque dans les années 1950. La chapelle, sous le vocable de la Décollation de saint Jean-Baptiste, a été édifiée entre 1728 et 1738 par Thomas Lainée. Elle est actuellement desservie par la Fraternité Saint-Pie-X.

#### Pénitents rouges
Cette confrérie a été établie en Avignon au cours du XVIIe siècle. Leur chapelle, dédiée à Notre-Dame de Consolation, avait été bâtie par Thomas Lainée en 1736.

#### Pénitents violets
Cette confrérie est une scission de la confrérie des pénitents bleus. Leur chapelle a été édifiée entre 1760 et 1765 par Jean-Baptiste Franque. 

### Congrégations pieuses

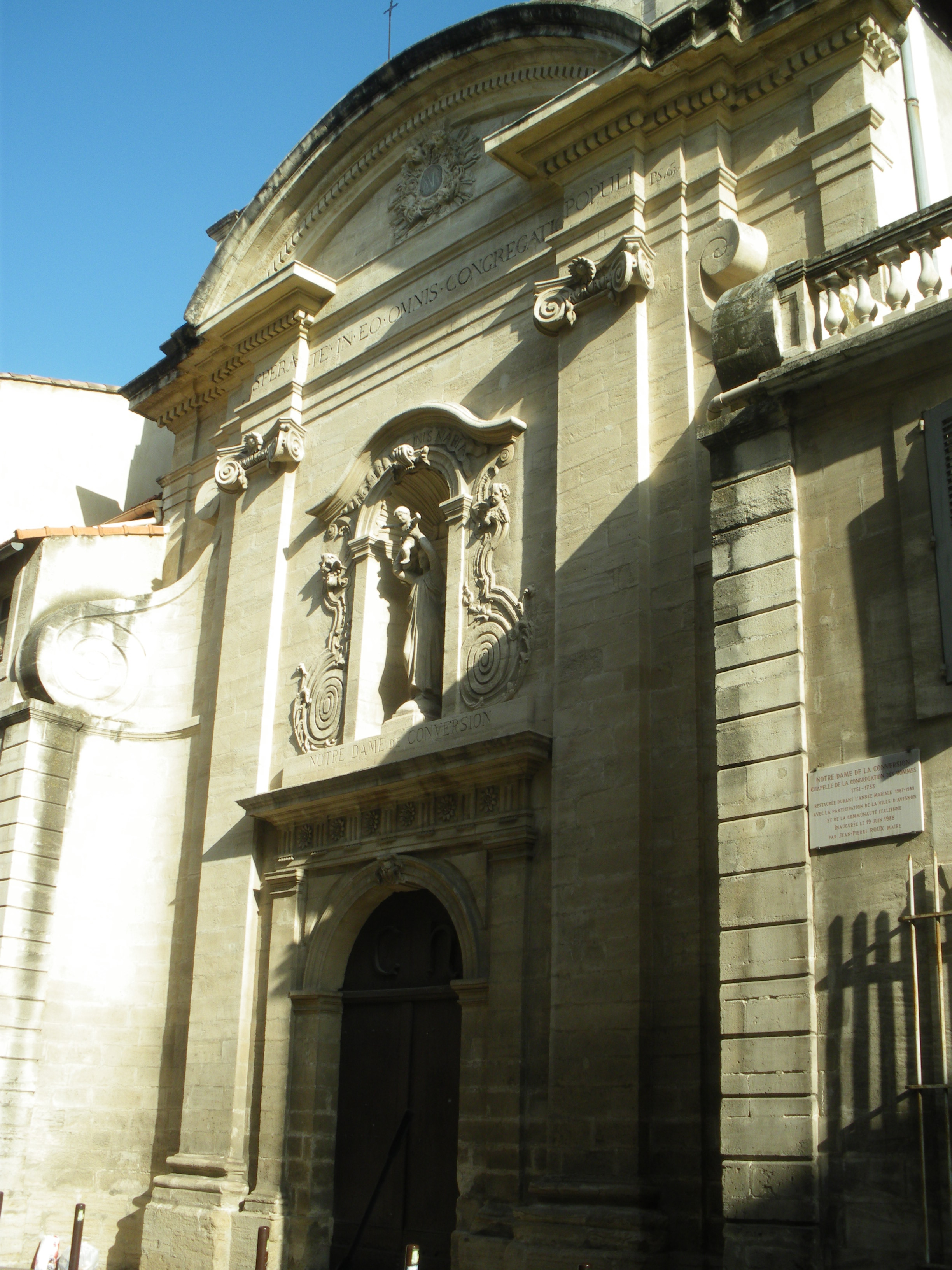
Chapelle de la congrégation aux hommes

- Confrérie Notre-Dame de Lorette (rue Saluces), qui s'occupait de gérer le Mont-de-Piété, fondé en 1610 par le pape Paul V. Ce Mont-de-Piété est le premier de France.
- Congrégation des femmes (rue Banasterie), chapelle édifiée en 1735. La confrérie a été reconstituée au XIXe siècle dans l'église Saint-Agricol[A 2].
- Congrégation des Agriculteurs, dont la chapelle (rue du rempart Saint-Lazare) était sous l'invocation de Notre-Dame de la Major. Ils dépendaient des carmes déchaux[A 2].
- Congrégation des nobles, rue Laboureur[A 2].
- Congrégation des Fustiers, dont la chapelle fut intégrée à l'église Saint-Agricol en 1485.
- Congrégation des écoliers, dans l'enclos du collège des jésuites[A 2].
- Congrégation des hommes, rue Paul Saïn, dont la chapelle Notre-Dame de Conversion était le lieu de rassemblement.
- Congrégation des jardins fleuris, dans l'enclos du collège des jésuites[A 2].
- Congrégation des filles, dans la collégiale Saint-Didier[A 2].
- Congrégation des grands-artistes, dans l'enclos des pères de la Doctrine chrétienne[A 2].
- Société de saint Pierre de Luxembourg (Rue Roquette), instituée par l'abbé Abès[A 2].

### Hôpitaux
- Hôpital Saint-Bénézet (1177), au pied du pont.Cet hôpital a été fondé en 1177 pour les voyageurs traversant le pont. Plus tard, il fut dévolu aux incurables.
- Hôpital Saint-Antoine (1219-1777), rue Figuière.
- Hôpital Notre-Dame de Fenouillet (1270-1591), rue Banasterie. Les pénitents noirs de la Miséricorde s'installent dans ses bâtiments.
- Hôpital des lombards (1298-1578), rue Saint-Michel.
- Hôpital Saint-Jacques (XIIIe siècle), portail Matheron, pour les pèlerins de Saint-Jacques de Compostelle[A 3].
- Hôpital Saint-Géniès (XIVe siècle - 1627), rue Bonneterie, proche de l'ancienne collégiale Saint-Geniès. Il donnait des soins aux pauvres de la ville[A 4].
- Hôpital Notre-Dame de Fenouillet (1345-1608), place Saint-Joseph, pour recevoir les mendiants.
- Hôpital de Gigono (1372-1471), rue des Trois-Faucons. Remplacé par le collège de Dijon.
- Hôpital Saint-Lazare ou des Ladres, devenu ensuite une chapelle sous l'invocation de Notre-Dame de Bon-Aventure[A 4].
- Hospice des chartreux, rue du Limas, pour les religieux de cet ordre[A 4].

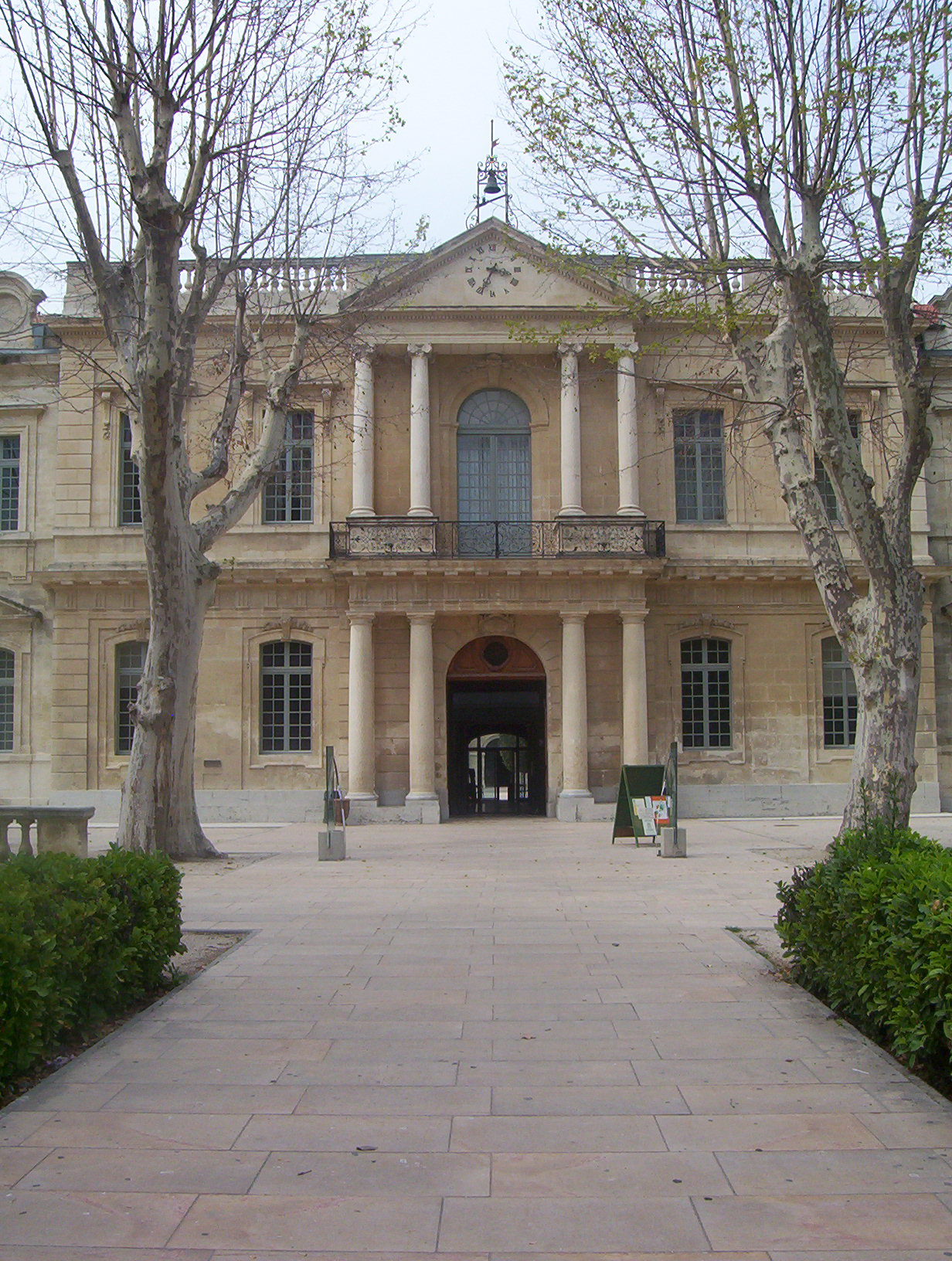
La façade du grand Hôpital, aujourd'hui université

#### Grand-Hôpital Sainte-Marthe(1353)
Actuelle université.
Appelé aussi "Hôpital Saint-Bernard". 
Cet hôpital a été fondé en 1353 par Bernard de Rascas, et il est resté hôpital jusqu'en 1992, date de son transfert dans les locaux actuels. Ses bâtiments, construits au XVIIe siècle, sont actuellement utilisés par l'Université.

#### Hôpital Saint-Roch (1348)
À l'emplacement de la caserne de Police.
Fondé par Clément VI en 1348, pour enterrer les pestiférés. En 1480, Thomas Galéans de Gadagne, originaire de Florence, fonda un hôpital pour les pestiférés, qui se trouva utile jusqu'à la grande peste de 1720. 

#### Hospice des Insensés (1726)
Rue Migrenier, à l'emplacement de la prison
Fondé en 1726 par le vice-légat Raniero Dulci. Il est remplacé en 1870 par la prison Sainte-Anne.

### Œuvres et maisons de charité

#### En faveur des pauvres
- Aumônerie de la Pignotte (Place de la Pignotte). C'est cette aumônerie qui donna le nom à cette place. Constituée en 1347 par Clément VI autour d'une chapelle, cette aumônerie distribuait des repas quotidiens aux pauvres de la ville. Ces repas étaient accompagnés de pain en forme de tiare, appelé "Pignotte". Cette aumônerie a été supprimée en 1450. La chapelle est démolie en 1760.
- Aumônerie Notre-Dame de Salvation (rue Banasterie), fondée au XIVe siècle et réunie en 1559 au grand hôpital.

#### En faveur des femmes
- La maison des Orphelines a été fondée en 1320 par le pape Jean XXII. En 1596, elles se sont installées dans un couvent dédié à saint Georges, bâti quelque temps avant, en 1578, par le cardinal d'Armagnac. Elles sont remplacées en 1775 par les Visitandines, tandis que les orphelines sont transférées rue des Ortolans.
- Le Bon-Pasteur (rue du Bon-Pasteur). Fondé en 1710 par monsieur Madon de Châteaublanc pour les anciennes prostituées. Fermée à la Révolution, la maison rouvre en 1842[C 19].
- Les filles de la Garde (rue Lamproie). Maison fondée autour de la chapelle Notre-Dame de la Garde en 1616 par Louis Ruffi; a destination des filles de prostituées[A 3].
- Les repenties. Cette œuvre a été fondée en 1370 par le pape Grégoire XI en faveur des anciennes prostituées. Leur maison, qui était située originellement rue Velouterie, a été transférée en 1627 place de la Pignotte. Elle fut réunie en 1768 avec le Bon-Pasteur[A 4].
- Les recluses, ancienne maison de force unie en 1768 au Bon-Pasteur[A 4].
- école gratuite de jeunes filles (rue Philonarde), fondée en 1703 par monsieur Madon de Châteaublanc.

#### En faveur des vieillards
- Aumônerie de la Croix (rue Collège de la Croix), fondée en 1582 par Antoine Peyret, et réunie en 1769 à l'Aumône Générale.
- Maison de la Retraite, fondée par mademoiselle Guinard au XVIIIe siècle[A 4]
- Société de Jésus-Marie-Joseph (rue Baracane), instituée par l'abbé Aubert[A 2], pour les prêtres âgés ou infirmes.

##### Aumône générale (1541)
Rue des lices.

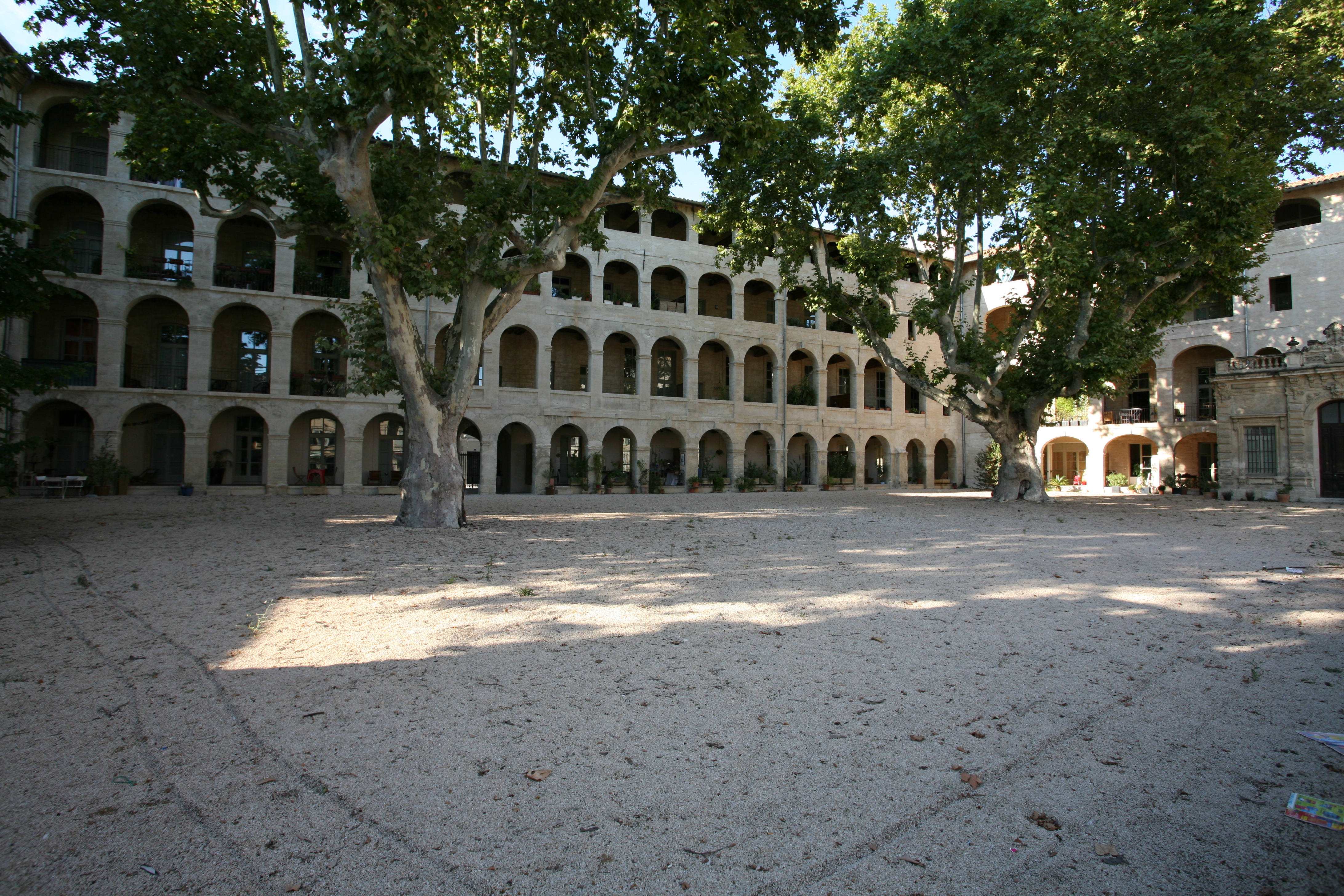
Ancienne Aumône générale

L'aumône générale est fondée en 1541 par le pape Paul III, à destination des vieillards. Ses bâtiments, en partie tronqués de leur chapelle et de leur façade de la rue des Lices, est actuellement un ensemble de logements.

#### Mont-de-piété (1577)
Rue Saluces.
En 1577, la confrérie Notre-Dame de Lorette est fondée, et créé un mont-de-piété. Cette institution est la première de France (de deux cents ans plus vieil que celui de Paris) et la quatrième au monde.
En 1610, le pape Paul V reconnaît les statuts du mont-de-piété.
Après la Révolution, le mont-de-piété devient le crédit municipal, puis après transfert de l'activité dans d'autres locaux, les bâtiments sont transformés en dépôt des archives municipales.

#### Autre œuvre pieuse
- Œuvre de la Propagande de la foi (rue du Grand-Paradis), fondé en 1658 par Domenico Martini, archevêque de la ville.

### Collèges religieux de l'université d'Avignon
Les collèges universitaires sont des sortes de prieurés d'ordres religieux ou d'ancêtre des séminaires pour le clergé séculier. Il s'agit d'une maison organisée comme un couvent où les frères étudiants se retrouvent pour vivre une vie communautaire lorsqu'ils ne sont pas occupés à étudier.
- Collège de Sénanque
- Collège Saint-André
- Collège Saint-Martial
- Collège de Dijon
- Collège du Roure (place de la Préfecture), fondé en 1473 par le cardinal Julien de la Rovère, alors légat et évêque de la ville. Il a été démoli en 1712 pour laisser place à l'hôtel de Forbin, actuellement résidence du préfet.

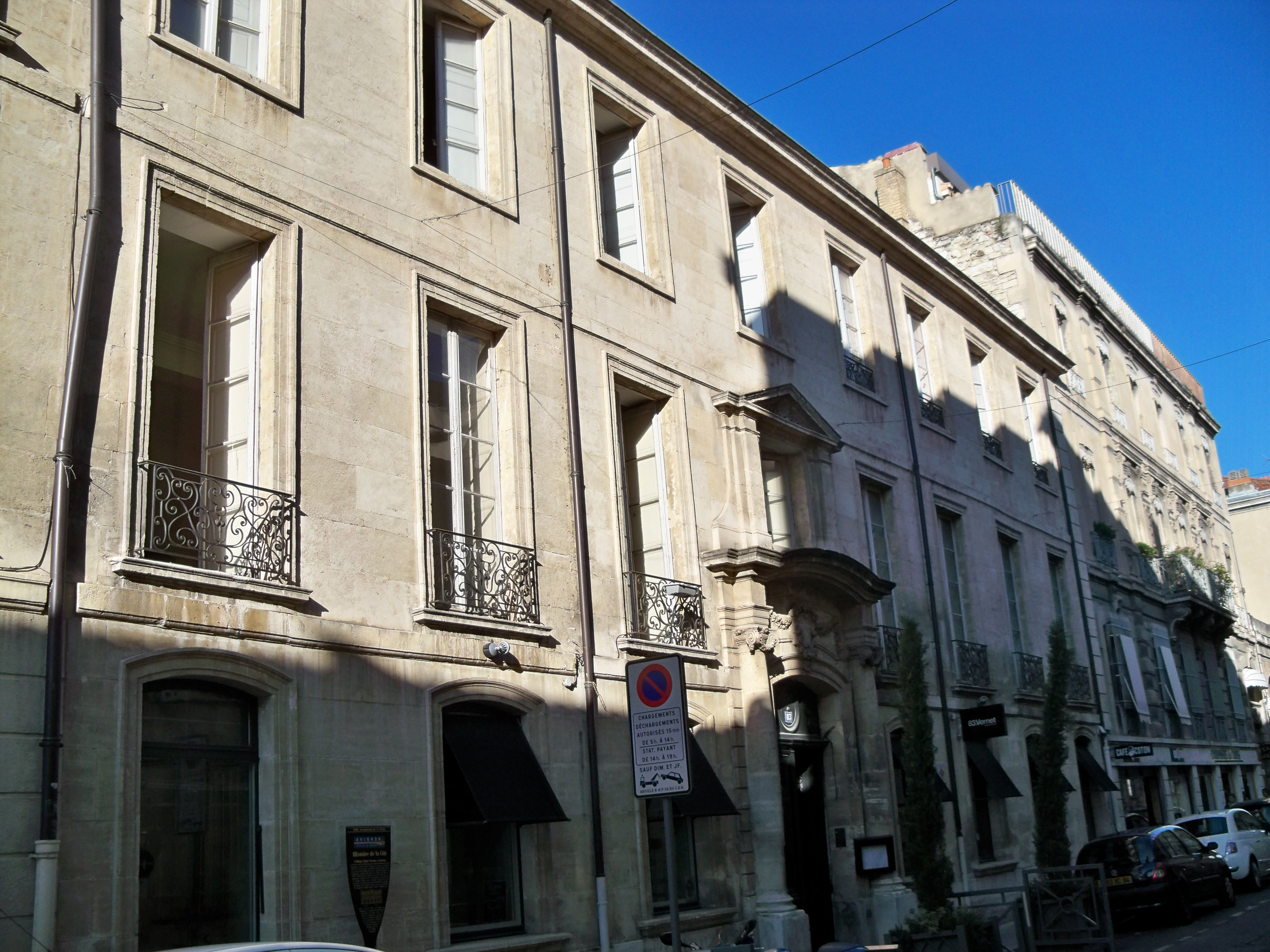
La façade du collège Saint-Nicolas d'Annecy

#### Collège Saint-Nicolas d'Annecy (1446)
Rue Joseph Vernet.
Ce collège a été fondé en 1446 par le cardinal de Bronacio, originaire du duché de Savoie (d'où son nom). Ce collège, qui est le premier séminaire d'Avignon au sens moderne, était à destination des étudiants en philosophie et en théologie de condition modeste. Il s'est installé dans l'ancien monastère des bénédictines de Fours. Au XVIIe siècle, la maison fut confiée aux pères lazaristes. Lui fut uni le collège du Roure.

## Chapelles et oratoires
Une partie de ces chapelles et oratoires n'étaient parfois que des niches ou des petits oratoires ayant une vénération particulière, parmi les quelque 300 que le centre-ville d'Avignon compte encore.

### Oratoires
- Notre-Dame de Bon-Rencontre[A 5], situé sous les halles de la place Pie.
- Notre-Dame des Anges[A 5], en bas des escaliers de Saint-Agricol.
- Notre-Dame des Îles[A 5], rue Joseph Vernet.
- Notre-Dame de Patience[A 5], rue Philonarde, proche de la place de la pyramide.
- Le Crucifix[A 5] (rue du Crucifix, derrière l'Aumône générale).

### Chapelles situées dans la ville

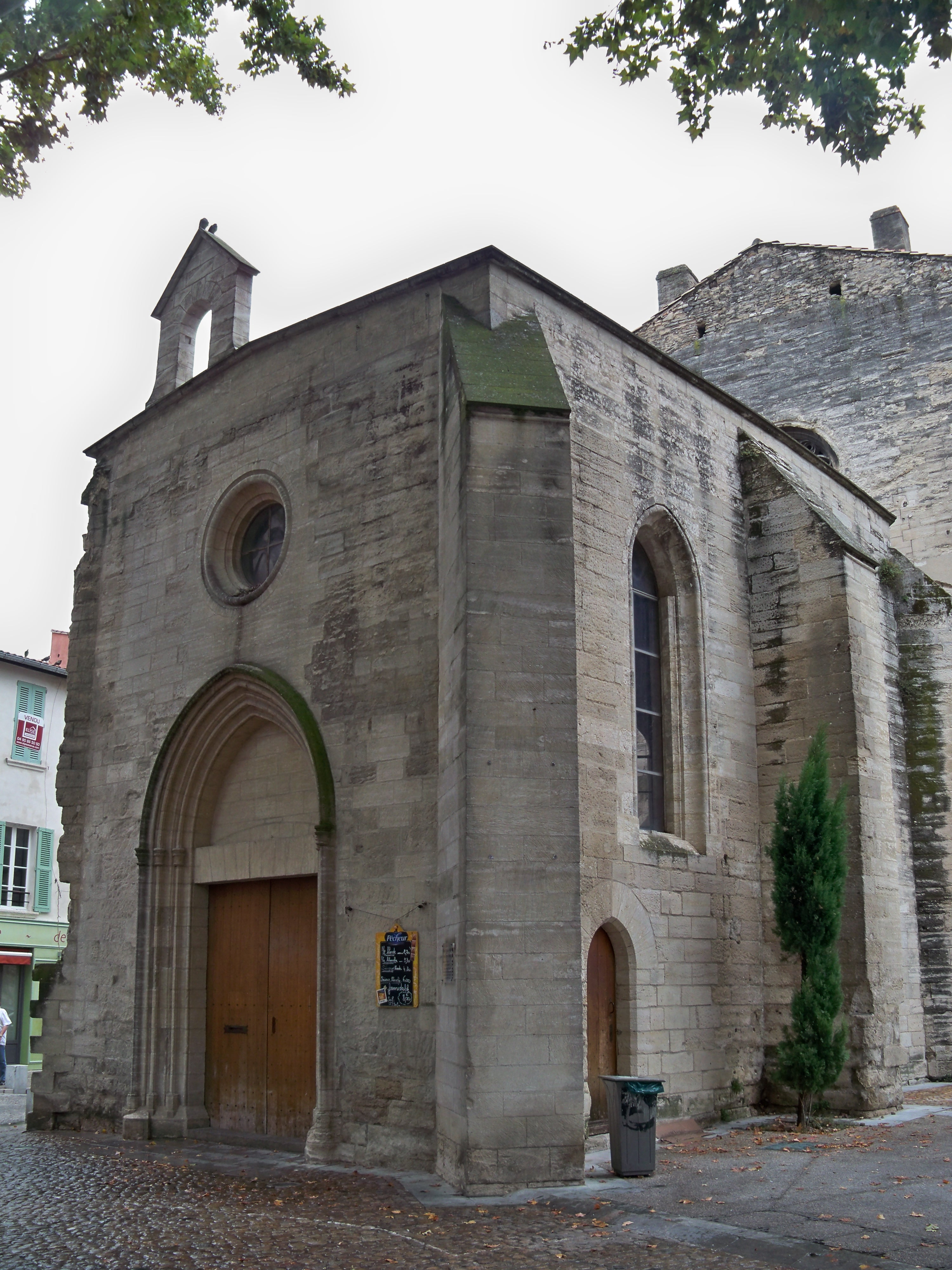
Chapelle Saint-Michel

- Chapelle Saint-MichelChapelle Saint-Michel (place des Corps-Saints). Bâtie au XIVe siècle, c'était la chapelle du cimetière des "pauvres suivant la cour romaine". Elle est actuellement un lieu d'expositions.
- Chapelle Sainte-Perpétue (rue Sainte-Perpétue), avec un ermitage attenant. Cette chapelle, construite en 1206, est réunie à Sainte-Catherine en 1370 et démolie au cours du XVIIIe siècle.
- Chapelle Notre-Dame du portail Peint[A 5] (à l'angle de la rue des Lices et de la rue des Teinturiers). Cette chapelle a été construite en 1348 contre la porte Imbert de l'ancienne enceinte d'Avignon. En 1618, Richelieu donna, en ex-voto, une lampe en argent de grande valeur.
- Chapelle Notre-Dame du Salut[A 5] (angle de la rue des Lices et de la rue du portail Magnanen), bâtie en 1348 et démolie durant la Révolution.
- Chapelle Notre-Dame la Belle (rue Pasteur), qui existait au XIVe siècle[C 4].
- Chapelle Notre-Dame de Bon-Rencontre, sous les Halles, édifiée en 1754[C 9].
- Chapelle Notre-Dame d'Espérance (Rue des fourbisseurs), aujourd'hui démolie, construite en mémoire d'un miracle qui s'y serait déroulé en 1373[A 5].
- Chapelle Notre-Dame de Consolation, rue Oriflamme[C 11].
- Chapelle Notre-Dame la belle (démolie au XVIe siècle)
- Chapelle Notre-Dame de Grâces
- Chapelle Sainte-Croix, devenue en 1732 le Mont-de-Piété.
- Chapelle Saint-Théodoric (Place de l'Horloge, à l'emplacement de la Mairie). Cette petite chapelle, du IXe siècle, dépendait de l'abbaye Saint-Laurent et de la Mairie. Elle a été démolie au XIXe siècle lors de la reconstruction de l'Hôtel de Ville.

### Chapelles situées sur lerocher des Doms

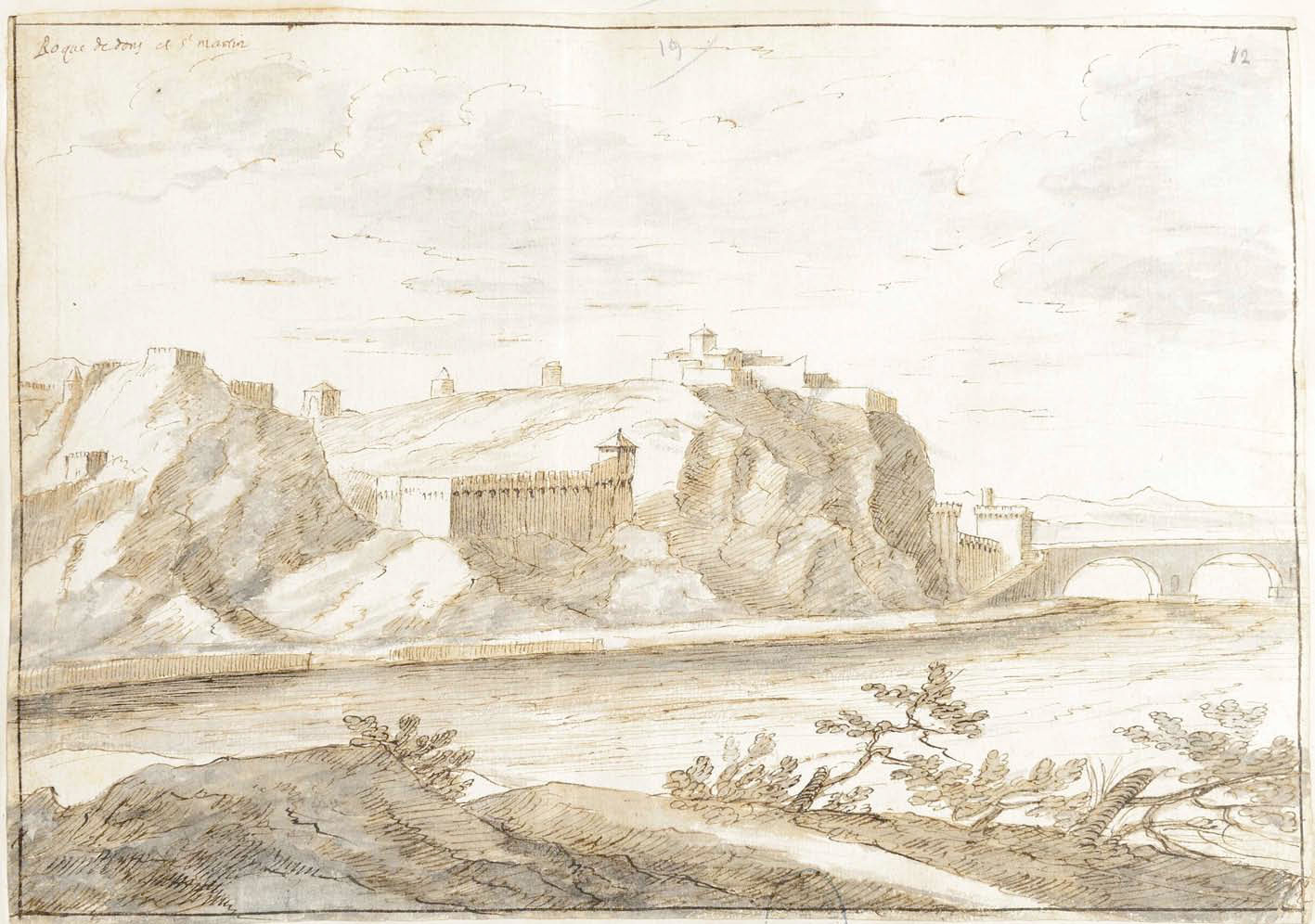
Le rocher des Doms, dans l'album Laincel. Les maisons sur le rocher sont les chapelles disséminées.

Toutes ces chapelles ont été détruites au plus tard lors des aménagements du rocher des Doms au XIXe siècle.
- Chapelle Saint-Jean-Baptiste. Elle datait du XIe siècle. Collée à la cathédrale, elle a été bâtie sans doute sur l'emplacement d'un baptistère plus ancien.
- Chapelle Notre-Dame du Château ou Sainte-Anne. Elle a été bâtie vers 1050. Elle abritait un oratoire vénéré, celui de Notre-Dame de Tout-Pouvoir[A 5] (dont la Statue est actuellement dans la cathédrale). Elle a donné son nom à l'escalier Sainte-Anne. Elle a été démolie en 1793[C 18].
- Chapelle Saint-Martin. Ancienne chapelle du fort éponyme, elle a sauté avec le fort au cours du XVIIe siècle.
- Chapelle de l'Ermitage[A 5].

### Chapelles duPont
- Chapelle Saint-Bénezet (sur le pont). Bâtie au XIIe siècle à la hauteur du tablier du premier pont, elle abrita jusqu'à la fin du XVIIe siècle les reliques de saint Bénezet, le fondateur du pont.
- Chapelle Saint-Nicolas (sur le pont). Cette chapelle abritait la congrégation des mariniers.

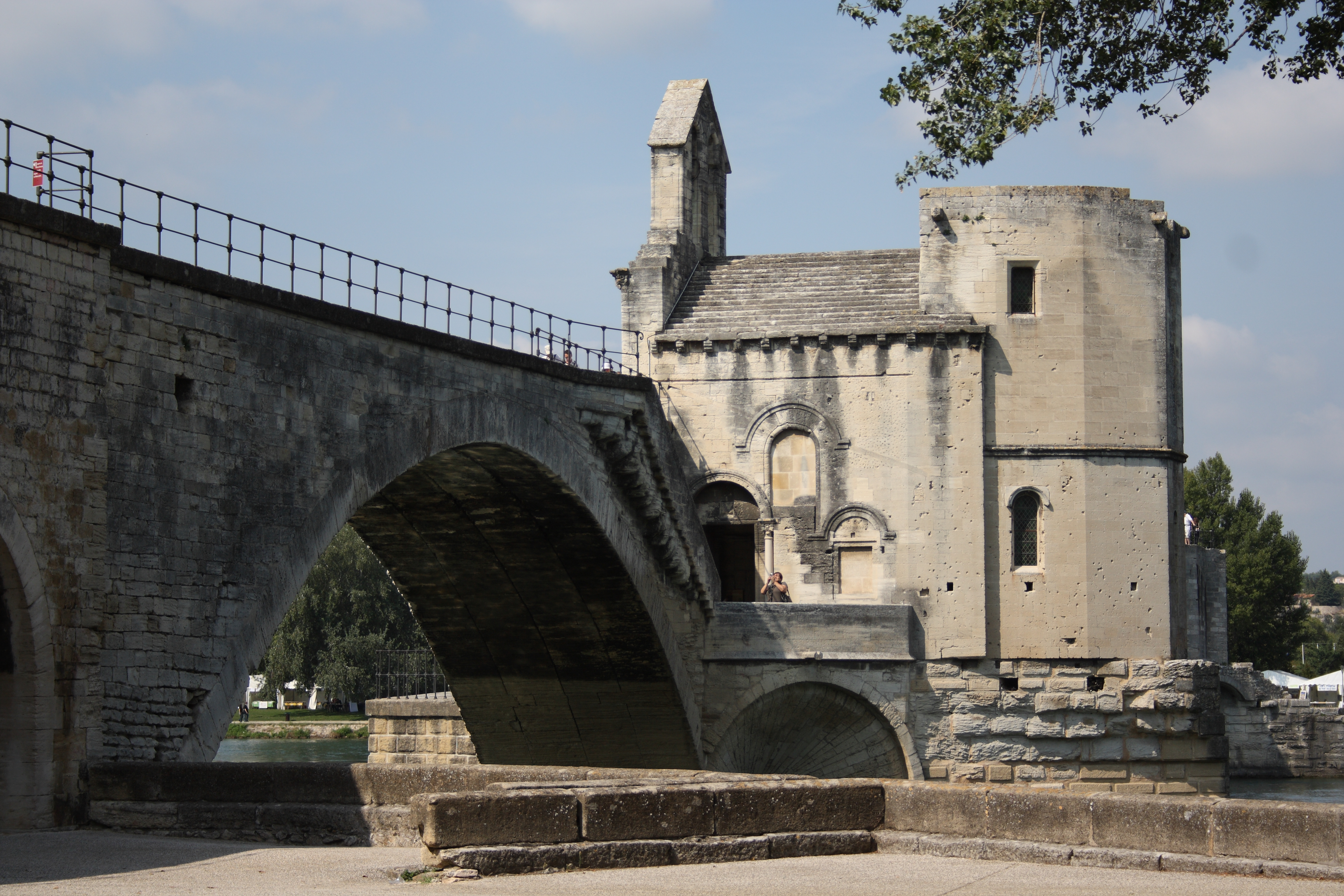
Les chapelles superposées du pont: Saint-Bénezet (en bas) et Saint-Nicolas (en haut)

- Les chapelles superposées du pont: Saint-Bénezet (en bas) et Saint-Nicolas (en haut)Chapelle Saint-Nicolas (contre le pont). Elle remplace la chapelle du pont, alors trop vétuste pour être utilisée. Elle a été bâtie en 1715 et a été détruite par la crue de 1856[C 20].

### Chapelles situées Extra-Muros
Ces chapelles servaient parfois de succursales, pour les habitants des fermes environnantes.
- Chapelle Notre-Dame de Bon-Aventure[A 5] (en face de la porte Saint-Lazare), qui remplace l'Hôpital des Ladres.
- Chapelle Saint-Véran[A 5], ancien monastère de bénédictines abandonné en 1536.
- Chapelle Notre-Dame des Anges, aujourd'hui chapelle de l'Institut Saint-Ange à Montfavet.
- Chapelle Saint-Chamans[A 5], proche du lieu présumé du martyre de saint Amant, évêque d'Avignon, en 473[C 21].
- Chapelle Saint-Gabriel, bâtie au XIXe siècle dans le quartier éponyme, proche lors de son érection de la maison de campagne du Grand-Séminaire.
- Chapelle Saint-Paul, bâtie proche de l'ancienne maison de campagne du petit séminaire.
- Chapelle Saint-Henri (Route de Tarascon), bâtie au milieu du XXe siècle.

## Sources et références

### Sources exploitées
- A : Jean-Baptiste Joudou, Avignon, son histoire, ses papes, ses monumens, Avignon, Aubanel, 1842

1. ↑  page 272
2. 1 2 3 4 5 6 7 8 9 10  page 279
3. 1 2 3  page 277
4. 1 2 3 4 5 6  page 278
5. 1 2 3 4 5 6 7 8 9 10 11 12 13  p. 280

- B : Collectif, Histoire d'Avignon, Aix-en-Provence, Edisud, 1979.

- C : Augustin Canron, le guide du pèlerin catholique dans  Avignon, ou indication des monuments que cette ville offre à la piété des fidèles, Avignon, F. Seguin aîné, 1874.

1. ↑  page 50
2. ↑  page 43
3. ↑  page 87
4. 1 2  page 38
5. 1 2  page 36
6. ↑  page 32
7. 1 2 3  page 40
8. 1 2  page 44
9. 1 2 3  page 46
10. 1 2 3 4  page 34
11. 1 2  page 45
12. ↑  page 15
13. ↑  page 82
14. ↑  page 70
15. 1 2  page 49
16. 1 2  page 79
17. ↑  page 33
18. 1 2 3  page 42
19. ↑  page 26
20. ↑  page 86
21. ↑  page 90

- Joseph Girard, évocation du vieil Avignon, éditions de Minuit, 1957.

### Autres sources, notes et références
1. ↑  « Les jacobites réfigés en Avignon »
2. ↑  Damien Carraz, « Une commanderie templière et sa chapelle en Avignon. Du Temple aux Chevaliers de Malte », in Bulletin Monumental, 1996-1, p. 7-24, (lire en ligne).
3. ↑  ibidem, p. 277